# Les Misères et Malheurs de la Guerre

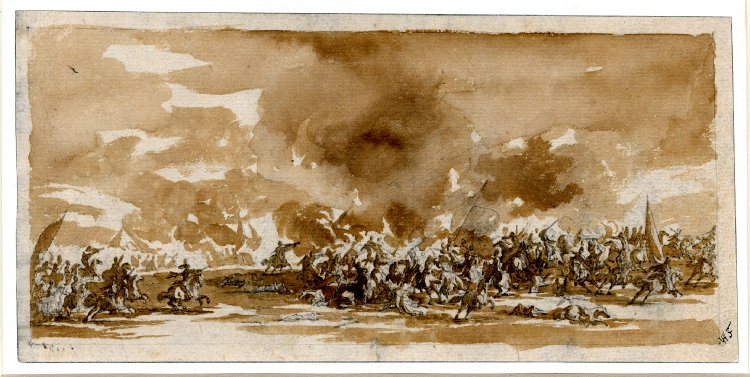
Jacques Callot, Battaglia, acquerello, 1633, British Museum, Londra: bozzetto a rovescio di una scena delle Grandes Misères,

Les Grandes Misères de la guerre e Les Petites Misères de la guerre è il titolo con cui sono comunemente note due serie acqueforti ideate e incise da Jacques Callot, e pubblicate a Parigi da Israël Henriet rispettivamente nel 1633 e nel 1636.
Il titolo esatto delle prime è Les Misères et les Malheurs de la guerre, e per le seconde Misère de la Guerre, come difatti appare negli antiporta, tuttavia è invalso l'uso di nominarle in Grandes e Petites per distinguerle chiaramente. La serie delle Petites Misères, che risulta essere precedente all'altra, fu pubblicata dall'Henriet, con l'aggiunta dell'antiporta inciso da Abraham Bosse, solo dopo la scomparsa di Callot (†1635).

## Storia e descrizione
Ambedue le serie delle Misères de la Guerre furono realizzate durante la Guerra dei trent'anni che già da quindici anni insanguinava l'Europa centrale. Il conflitto ne fu motivo d'ispirazione e le serie nacquero come un progetto indipendente, non risulta infatti che sia stato commissionato.
L'ipotesi che le serie fossero una protesta contro l'invasione della Lorena da parte di Luigi XIII, idea suggerita dai primi critici XVII secolo e portata avanti anche nell'Ottocento risulta poco credibile soprattutto perché avrebbe compromesso il "privilegio" concesso dal Re (o più precisamente dai funzionari preposti). D'altra parte i fatti sono troppo contemporanei all'uscita delle Grandes Misères, sebbene i venti di guerra e gli interessi francesi potessero essere già percepibili: l'assedio Nancy iniziò e finì nel settembre 1633. Resta comunque la testimonianza del fermo l'orgoglio di Callot quando nell'antiporta della serie sottolineò la sua cittadinanza lorenese ed il suo rango nobiliare o quando rifiutò la proposta dl re di realizzare una grande incisione sull'assedio di Nancy sul modello delle sue precedenti opere L'assedio di La Rochelle o L'assedio di Breda.
Non è sicura la genesi esatta della piccola serie: la maggior parte degli studiosi, con l'eccezione di George Sadoul, considerano la Petites Miseres un primo tentativo, poi abbandonato dal Callot, o in quanto le immagini risultavano troppo piccole o perché nell'artista si era modificata la concezione della serie (la datazione ne andrebbe quindi anticipata al 1632). Nel 1636 le lastre vennero soltanto recuperate dall'Henriet e pubblicate con l'aggiunta dell'antiporta di Bosse.
La serie delle Grandes Misères risulta invece completa e precisamente articolata. Le prime tre tavole e l'ultima (la premiazione dei vincitori) trattano la guerra nel senso letterale e per così dire nobile, le altre sedici tavole raccontano solo delle miserie: cinque tavole (dalla 4 alla 8) parlano degli eccessi dei militari verso i civili, con la tavola 9 inizia il ritorno all'ordine nella ricerca dei malfattori e dalla 10 alla 14 la conseguente punizione, seguono, prima della fine, tre tavole (15-17) sul deplorevole destino finale dei reduci. Nelle sei tavole che seguono l'antiporta delle Petites Misères non ci sono reparti schierati o battaglie ma una tavola sulla normalità di un piccolo accampamento seguita da tre tavole sugli eccessi dei saccheggi, non sono presenti scene di punizioni saltando direttamente a due tavole sul destino dei reduci.
Molti storici dell'arte hanno voluto esprimere il loro parere su pensiero di Callot nei riguardi della guerra, chi lo ha voluto considerare aristocraticamente indifferente (quasi ante litteram un fotografo di guerra) e chi, astoricamente, pacifista, in ogni caso e di fatto negando la mediazione del processo creativo. Resta però evidente la scelta dell'artista nel far predominare le scene di disgrazie e miserie (anche nel titolo della serie) a quelli della gloria militare. Ambedue tematiche, la grandeur e le misàres particolarmente sensibili nella letteratura del XVII secolo. Per queste ultime se a quel tempo il "fare bottino" era cosa ampiamente praticata e considerata ammissibile ne erano comunque considerati criminali gli eccessi. Questo sebbene allo stesso tempo, in una lunghissima guerra portata avanti da mercenari, il saccheggio fosse diventato una pratica diffusa sia per finanziare i comandanti che per dar di che vivere ai soldati e così le ulteriori vessazioni rimanevano di fatto in una zona grigia.
Filippo Baldinucci, biografo di Callot pressoché suo contemporaneo, dedicò un'intera pagina alla serie dove ricordava che allora era comunemente nota come La vita del soldato e sottolineava la maggiore rilevanza data alle miserie: Callot «rappresentò in piccolissime figure ogni accidente solito accadere a' miseri soldati, da quel punto che son date loro le prime paghe, finche o morti in guerra, o giustiziati per loro trasgressioni o misfatti, finiscono di vivere; o pure venuti in potere della vecchiezza e della povertà, e con queste d'ogni infermità e miseria, chi sopra la nuda terra nelle pubbliche vie, chi sopra letamai cadono in braccio alla morte.»
Le due serie sono caratterizzate da un livido realismo, una grande vivacità di rappresentazione, ricchezza dei dettagli e freschezza nel segno. Per quanto piccole l'impostazione panoramica di ambedue coinvolge lo spettatore nello scorrimento della lettura. Nelle Grandes il formato maggiore consente di isolare dallo sfondo e meglio focalizzare gli eventi narrati e oltre a questo vengono spazialmente approfondite e raffinatamente drammatizzate dall'aggiunta di più grandi figure su bordi esterni, a guisa di quinte.
Le Grandes Misères sono corredate da un poema moraleggiante, diviso in tre distici in rime baciate per ogni tavola. I testi sono tradizionalmente attribuiti all'abate di Villeloin Michel de Marolles (per la verità senza portare alcuna prova). Si tratta di versi piuttosto mediocri, piegati alla sensibilità retorica del periodo, che comunque non riescono a ridurre la tensione drammatica delle stampe.

### Le acqueforti che compongono le due serie
Le lastre di stampa delle Grandes Misères misurano tra gli 80 e gli 83 mm per 183/188, eccetto il frontespizio di 89x188 mm; quelle delle Petites Misères grandi poco più della metà: 51/55x113/115 mm.
Sono noti tre stati delle incisioni delle Grandes, le variazioni tra questi non riguardano però il trattamento delle figure: nel secondo stato vennero aggiunti i versi ed il numero progressivo e nel terzo stato venne corretta la firma da Israel ex. Cum privilegio Regis a Callot inv. et fec. tranne che nell'ultima che divenne Callot fecit Israel excudit.

#### 1 -Antiporta

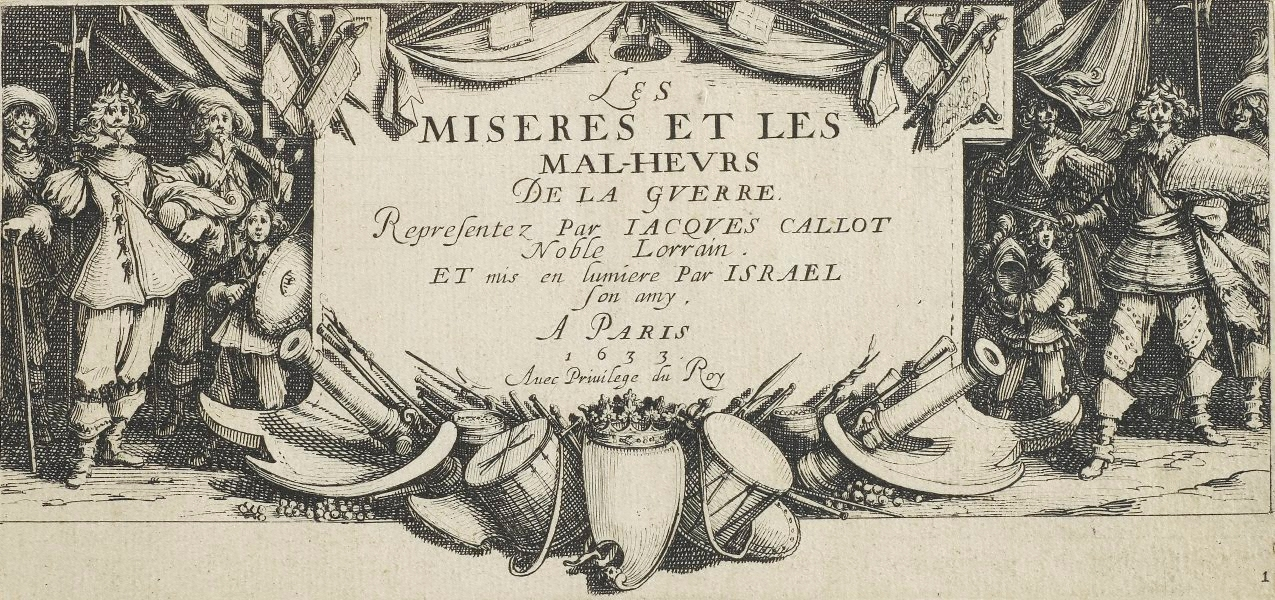
Grandes Misères [...], Tavola 1, Antiporta, esemplare della Art Gallery of New South Wales, Sidney

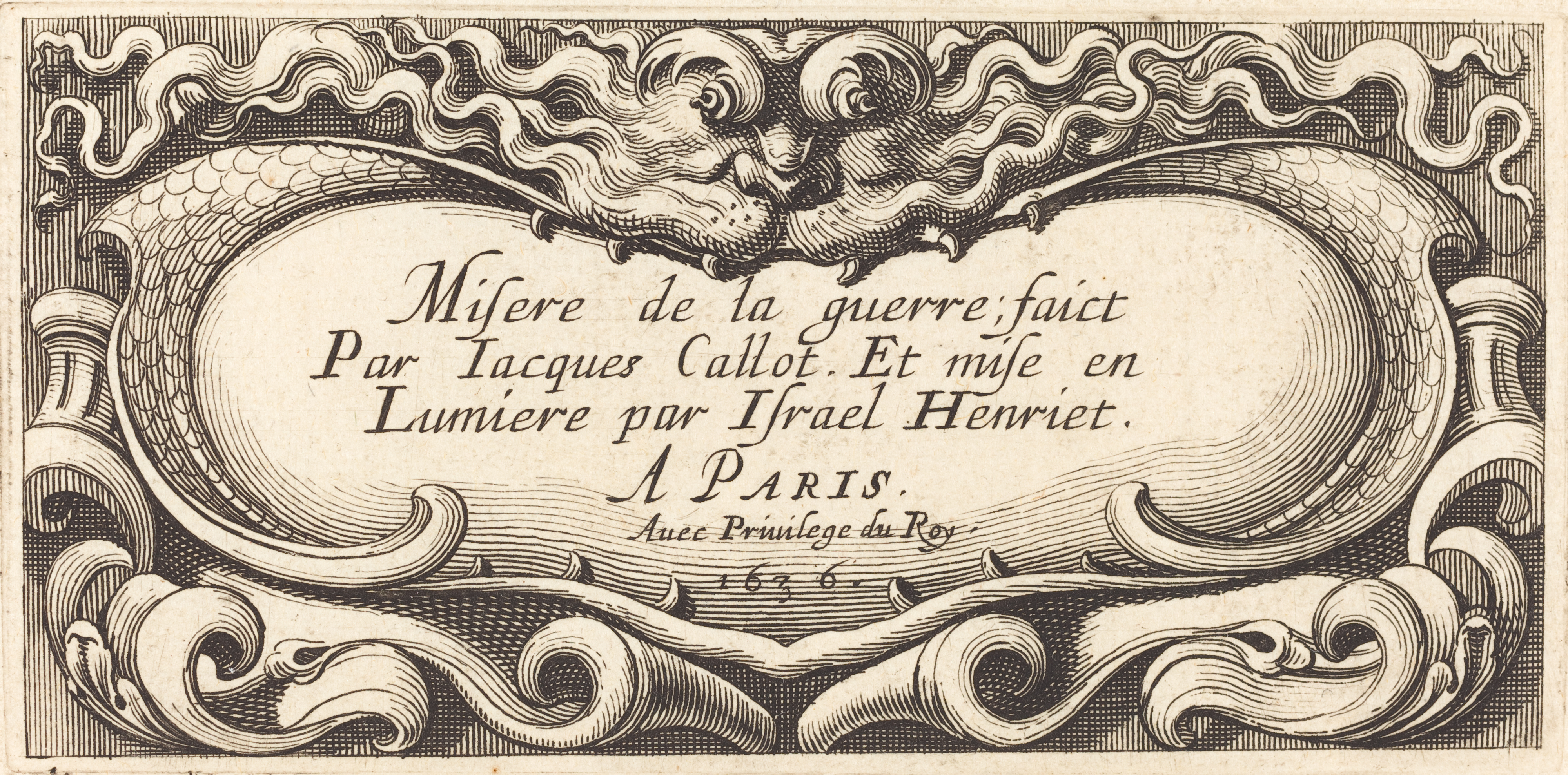
Petite Misères […], Antiporta, tavola non numerata, esemplare della National Gallery of Art, Washington.

L''antiporta delle Grandes Misères è costituito da un cartiglio ornato, a guisa di trofei, sotto da armi, munizioni e tamburi con al centro una corona su di uno scudo vuoto e sopra da trombe di vittoria e spade. Ai fianchi stanno due generali coronati d'alloro accompagnati da soldati e paggi. All'interno del cartiglio si legge: Le / Miserie e le / disgrazie / della guerra / Rappresentate da Jacques Callot / Nobile Lorenese / E messe in luce [pubblicate] da Israel / suo amico. / a Parigi / 1633 / Con privilegio del Re [liberatoria esclusiva rilasciata dal Re]. Il più semplice antiporta delle Petites Misères… fu realizzato da Abraham Bosse e mostra, all'interno di un medaglione oblungo trattenuto tra i denti di un volto mostruoso, la dizione Miseria della Guerra; fatto / da Jacques Callot. E messo in / Luce da Israel Henriet. / A Parigi / Con privilegio del Re / 1636.

#### 2 -L'arruolamento delle truppe (L'accampamento)
Questa è l'unica tavola senza corrispondenze concettuali tra le due versioni: nascono da una diversa concezione maturata da Callot durante l'esecuzione delle serie.

In quella delle Grandes degli ufficiali sulla destra arruolano dei soldati e paiono pagare un primo salario. A sinistra un altro ufficiale distribuisce dei fucili e da le prime istruzioni. Al centro e sullo sfondo manovrano dei reparti già inquadrati. Nella versione delle Petites viene invece rappresentato un pacifico accampamento con dei soldati che mangiano, bevono e fumano all'ombra di un albero. 

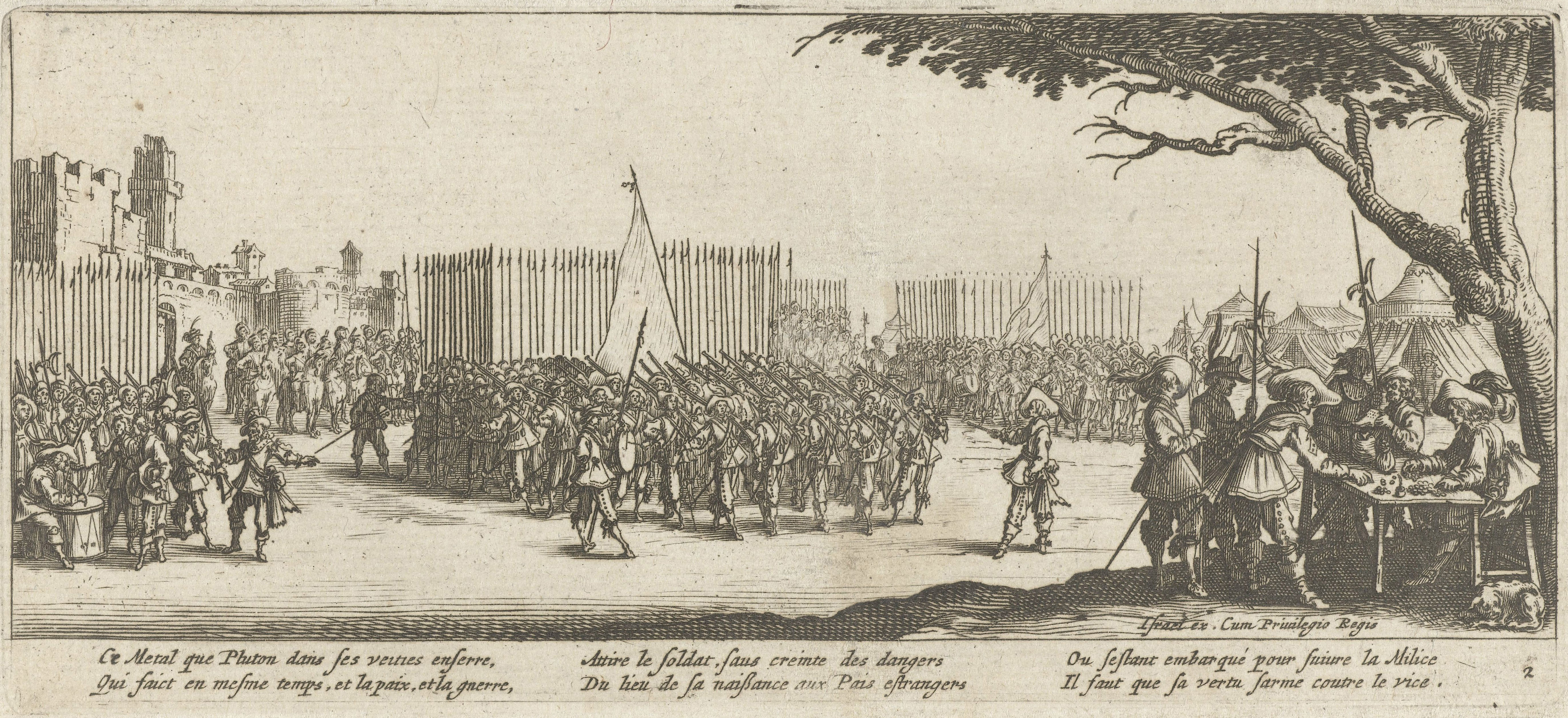
Grandes Misères [...], Tavola 2, L'arruolamento, 2º stato, esemplare del Rijksmuseum, Amsterdam.

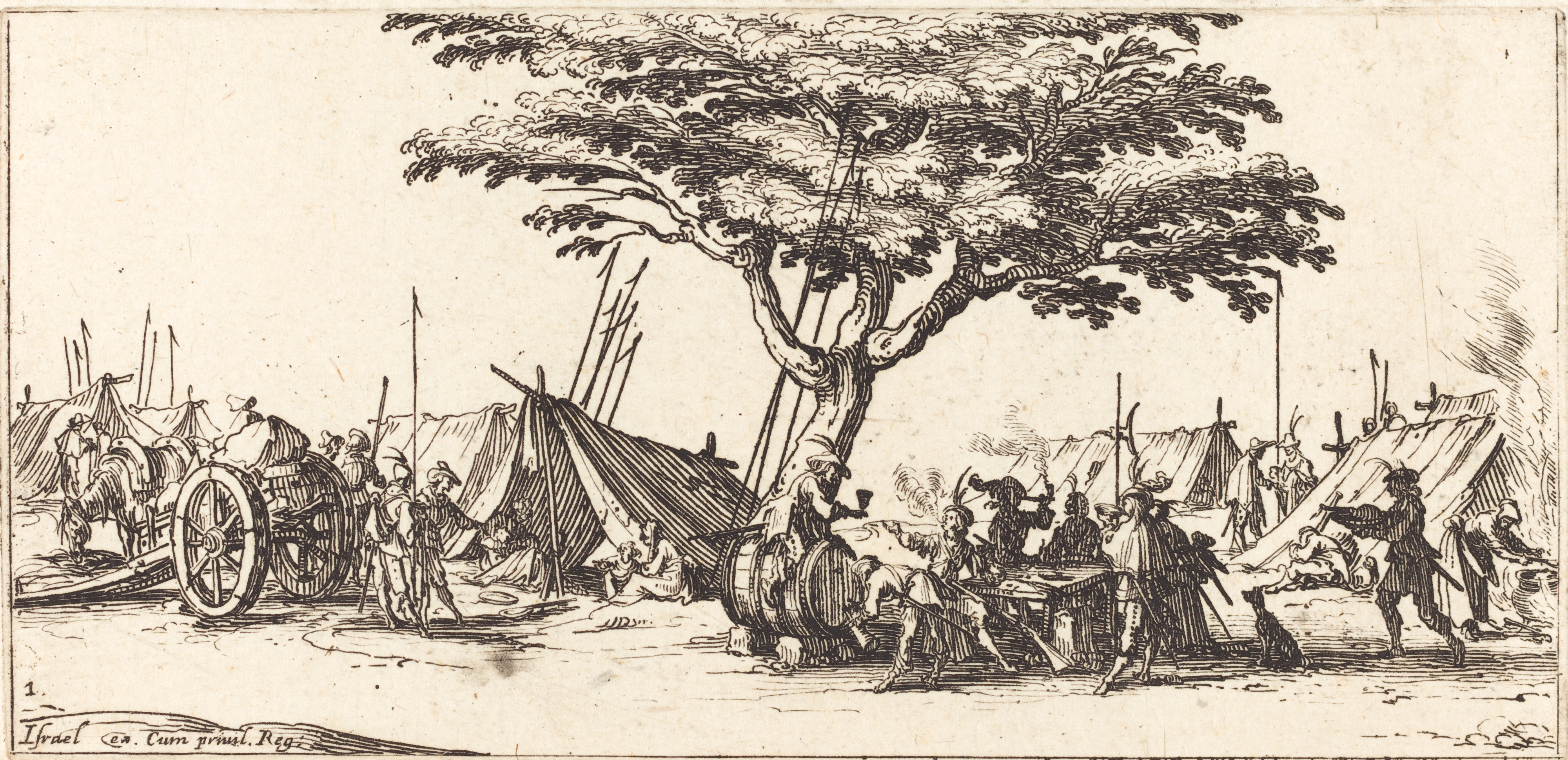
Petite Misères […], Tavola 1, L'accampamento, esemplare della National Gallery of Art, Washington.

Da notare la presenza di donne, ed anche di un bambino, che, come d'uso a quel tempo, seguivano i congiunti durante le lunghe campagne di guerra. Questa presenza femminile rende chiaro il loro diverso trattamento in alcune delle successive tavole.
Nelle Grandes Misères… i versi recitano così:
che, allo stesso tempo, fa sia la pace che la guerra 

attira i soldati. senza timore dei pericoli, 

dai luoghi natii ai paesi stranieri 

dove, arruolati per seguire la milizia, 

la virtù deve combattere il vizio.»

#### 3 -La battaglia

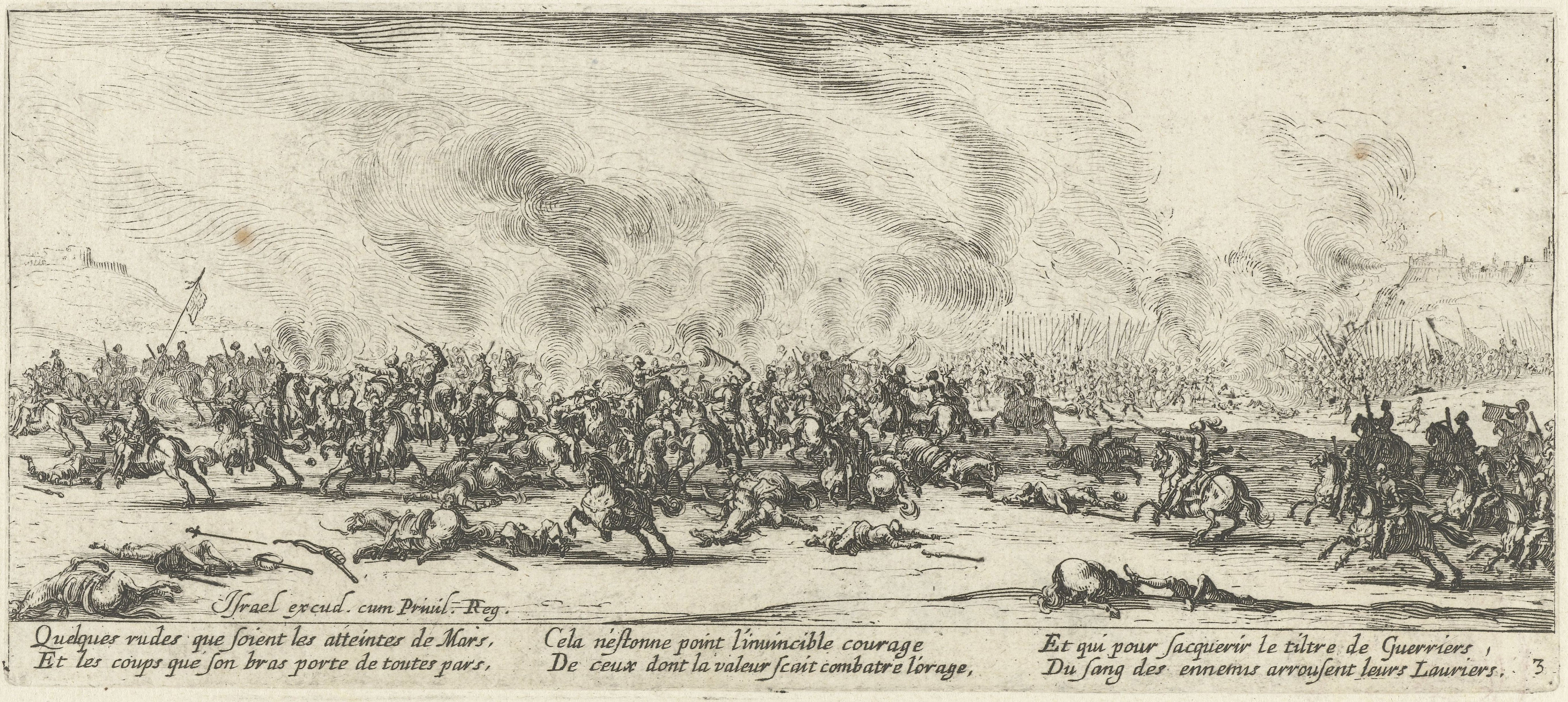
Grandes Misères [...], Tavola 3, La Battaglia, 2º stato, esemplare del Rijksmuseum, Amsterdam.

È l'unica scena di vera battaglia delle serie e rompe il senso d'ordine dato dalla precedente. Al centro uno scontro di cavallerie avvolto dal vorticante fumo degli spari e dalla polvere. Sul terreno verso il primo piano giacciono i caduti e i loro destrieri, solo verso destra alcuni cavalli scossi tentano di rialzarsi. A fare da sfondo sulla destra due reparti di fanteria avversi ingaggiano lo scontro. Non è presente una scena corrispondente nelle Petites Misères.

#### 4 -La razzia

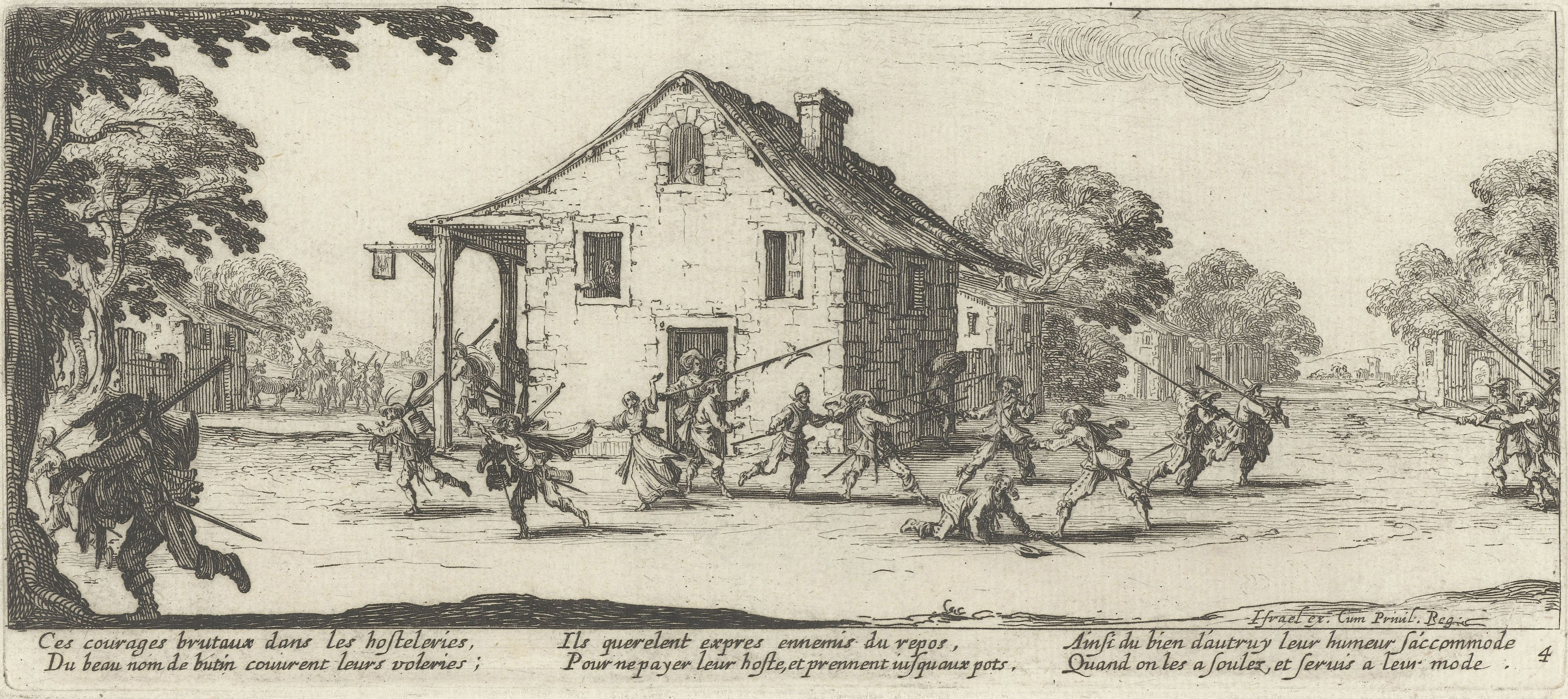
Grandes Misères [...], Tavola 4, La razzia, 2º stato, esemplare del Rijksmuseum, Amsterdam.

Con questa tavola si inizia la serie degli abusi contro i civili, gli innocenti, quelli che dovrebbero rimanere estranei alla violenza dei combattimenti. A partire da qui i soldati vengono rappresentati – e così erano considerati dalle popolazioni – «un'associazione internazionale di elementi criminali e fannulloni». Questo genere di eccessi è rappresentato solo in tre delle stampe delle Petitès Miseres, corrispondenti alle ultime tre di questa sezione. Un gruppo di soldati ha derubato una locanda: alcuni finiscono per battersi sulla strada sia fra di loro che con gli abitanti o i viaggiatori; altri fuggono col loro bottino vanamente inseguiti da una rabbiosa locandiera.

#### 5 -Il saccheggio

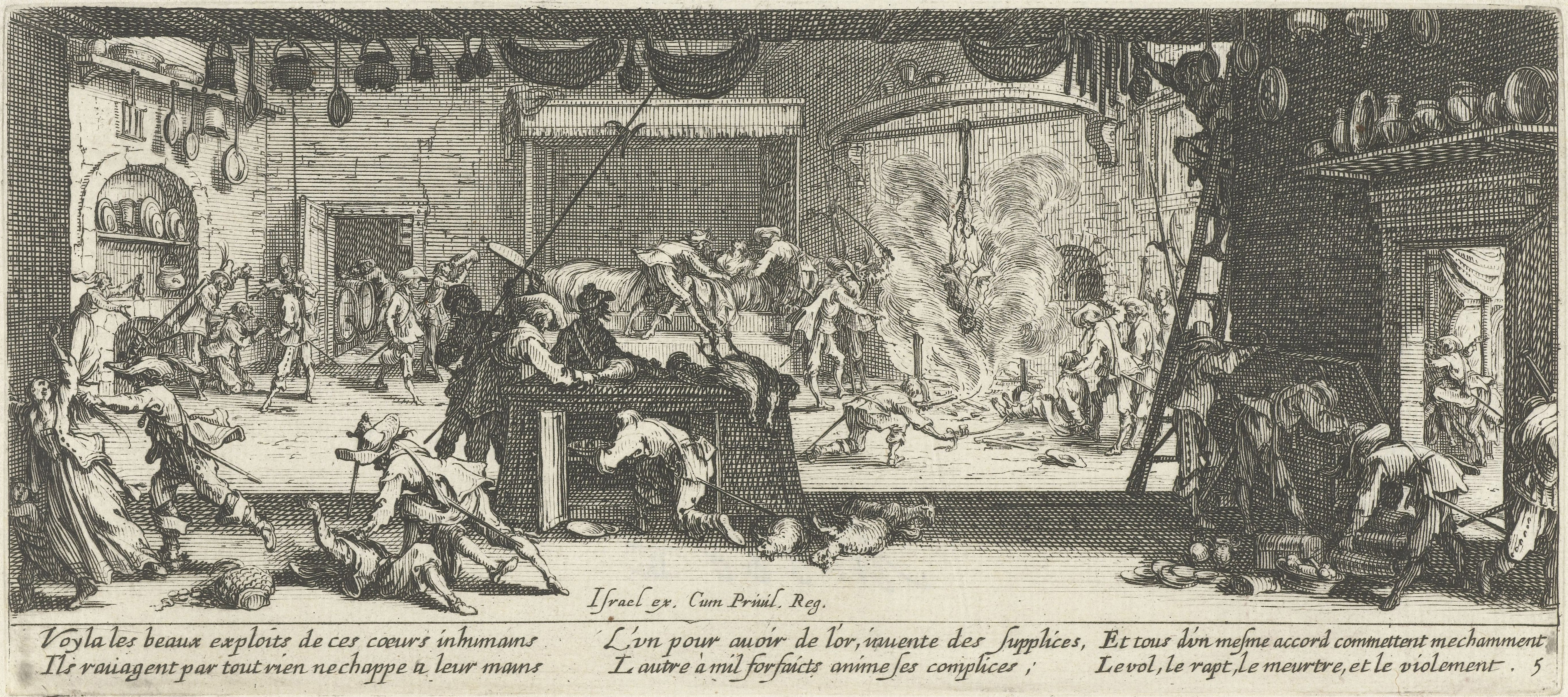
Grandes Misères [...], Tavola 5, Il saccheggio, 2º stato, esemplare del Rijksmuseum, Amsterdam.

Ben più grave è l'episodio successivo che rappresenta il sacco di quella che viene comunemente intesa una grande fattoria. Oltre alle ormai consuete ruberie (vedi i soldati attorno al tavolo centrale e sul lato destro) e il vandalismo di quelli che, sul fondo a sinistra, sfondano una botte per ubriacarsi si aggiungono altre scene di efferata violenza. A sinistra vediamo la soldataglia minacciare un vecchio e una donna che accorre porgendo un sacchetto, forse di denaro, per ottenerne la salvezza. A destra invece i militari hanno appeso un disgraziato sul fuoco e costringono a guardare un altro minacciandolo con le lame. Oltre alla porta di destra e sullo sfondo al centro vengono rappresentati due stupri mentre a sinistra una madre con il figlioletto vengono inseguiti da un soldato con la spada sguainata.

#### 6 -La devastazione di un monastero
In un crescendo di empietà, viene qui rappresentato il sacco di un monastero, idea presente con alcune variazioni in ambedue le versioni. Cosa rilevante la scena si svolge alla presenza e agli ordini di ufficiali: è particolarmente evidente nelle Grandes la fascia ed il bastone di comando del personaggio a cavallo all'estrema destra. Nelle Grandes Misères si aggiunge, sul fondo a destra, la razzia del bestiame dell'abbazia e, al centro, una catasta di arredi sacri gettati a terra.

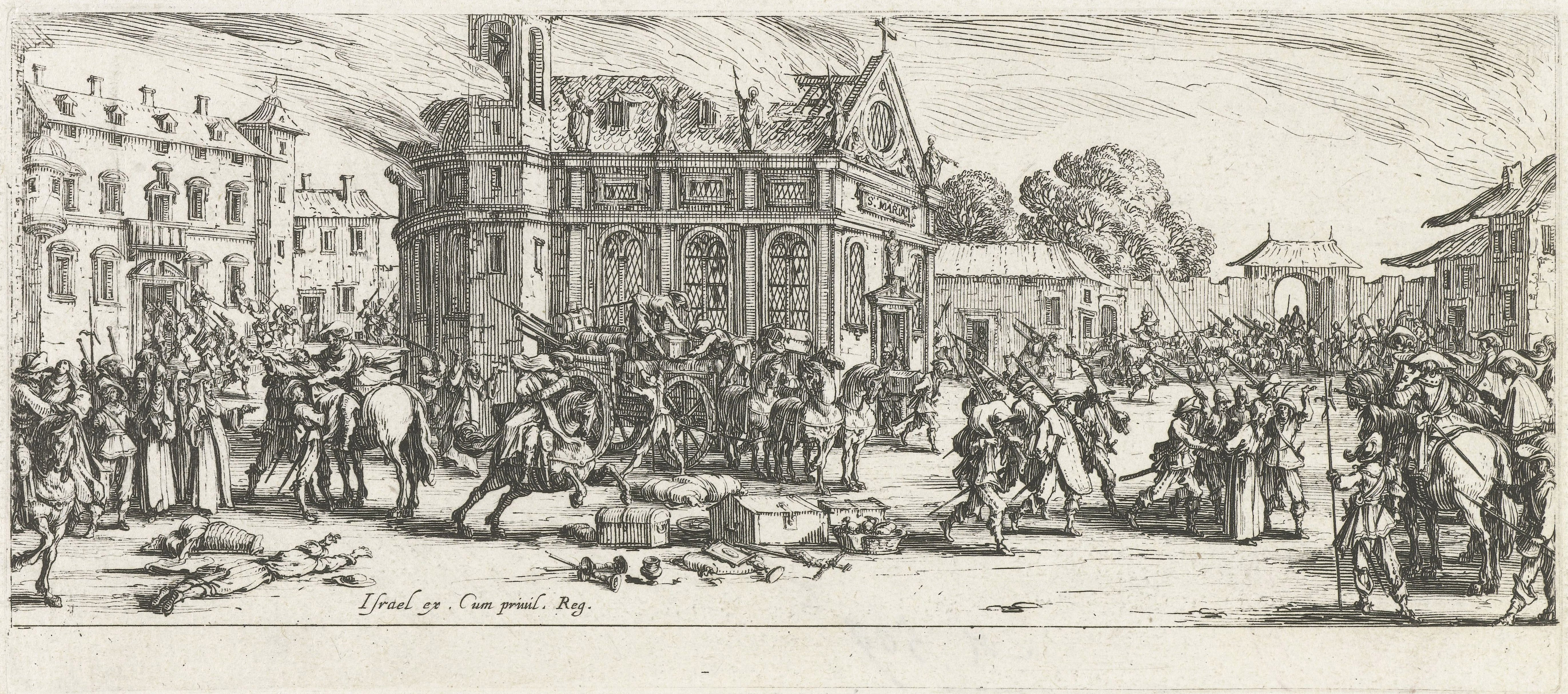
Grandes Misères [...], Tavola 6, La devastazione di un monastero, 1º stato, esemplare del Rijksmuseum, Amsterdam.

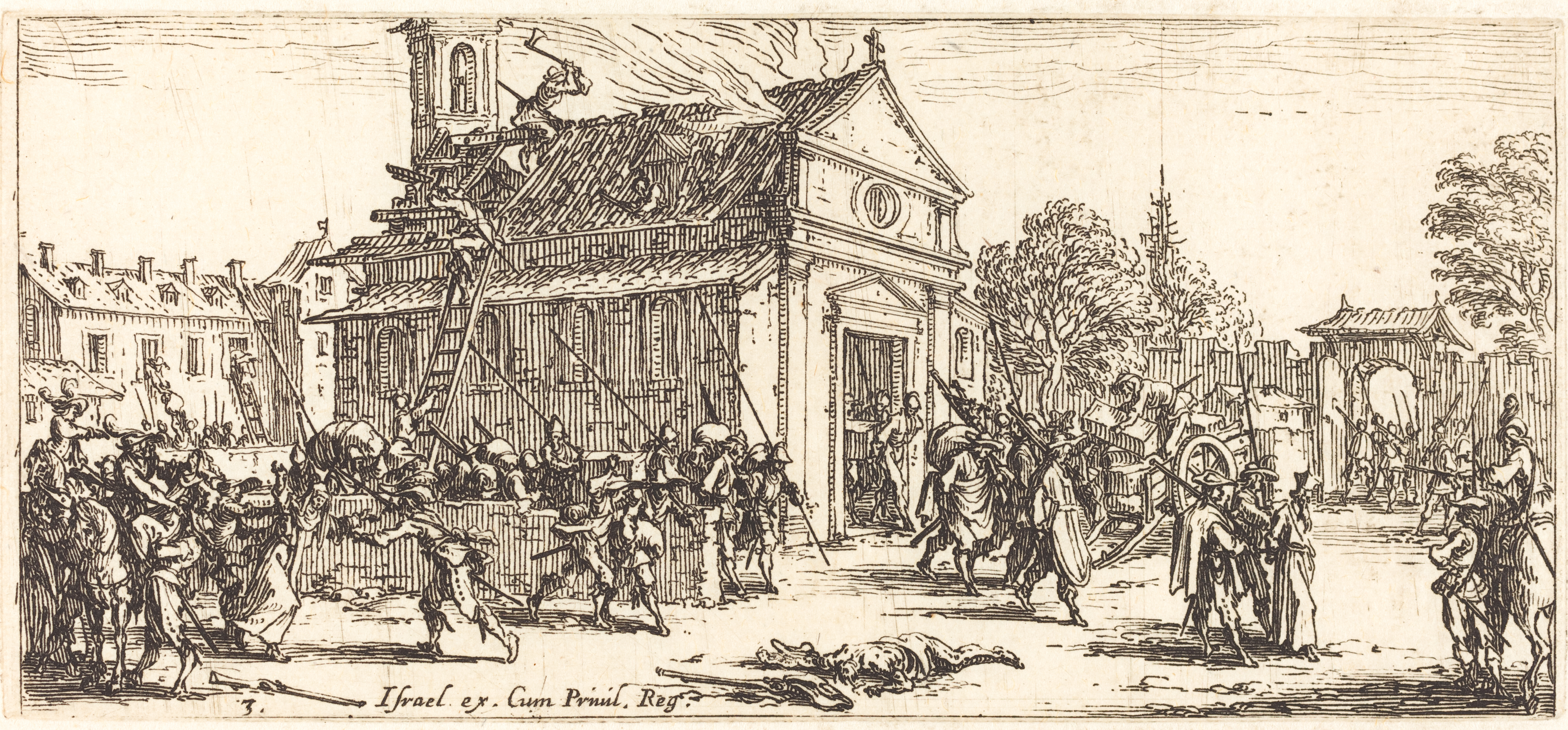
Petite Misères […], Tavola 2, La devastazione di un monastero,, esemplare della National Gallery of Art, Washington.

 Comuni sono i furti negli edifici conventuali, l'incendio della piccola chiesa, il maltrattamento di un vecchio prete (un soldato lì vicino si è anche impadronito della pianeta). Comune è anche la violenza sulle monache: nelle Grandes tre suore vengono rapite e caricate sui cavalli, nelle Petites una poveretta cerca convulsamente di sfuggire ai predatori. Sul tetto della più modesta chiesa delle Petites alcuni, a colpi d'acetta, insistono nella sua demolizione.

#### 7 -Il saccheggio di un villaggio
A pendant della violenza contro i religiosi qui sono presenti i risultati dell'attacco ad un villaggio, con alcune differenza tra le due redazioni. Nelle Grandes giacciono sul terreno i corpi di alcune vittime mentre un'altra, sulla sinistra, sta per essere assassinata. Nel frattempo viene completato il sacco e gli abitanti superstiti, prigionieri, vengono sospinti sulla strada. 

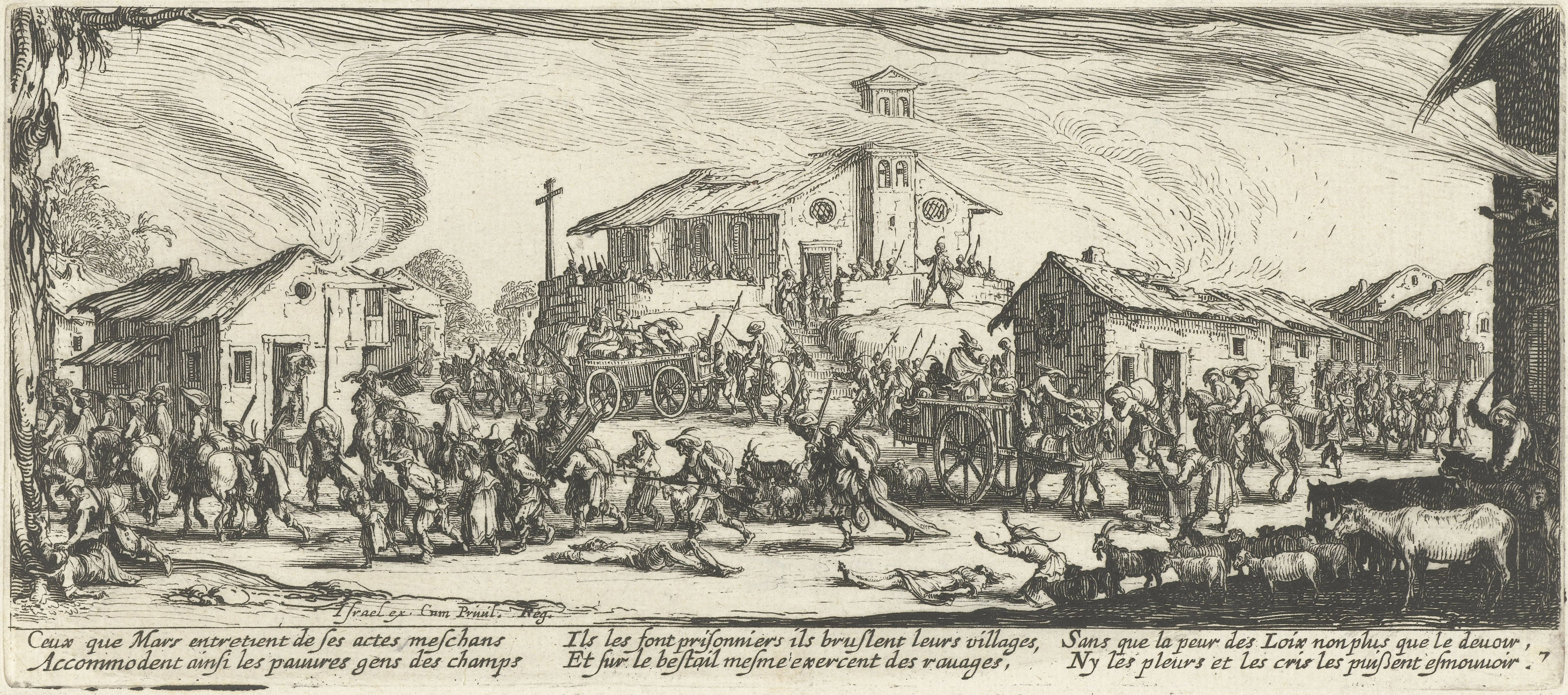
Grandes Misères [...], Tavola 7, Il saccheggio di un villaggio, 2º stato, esemplare del Rijksmuseum, Amsterdam.

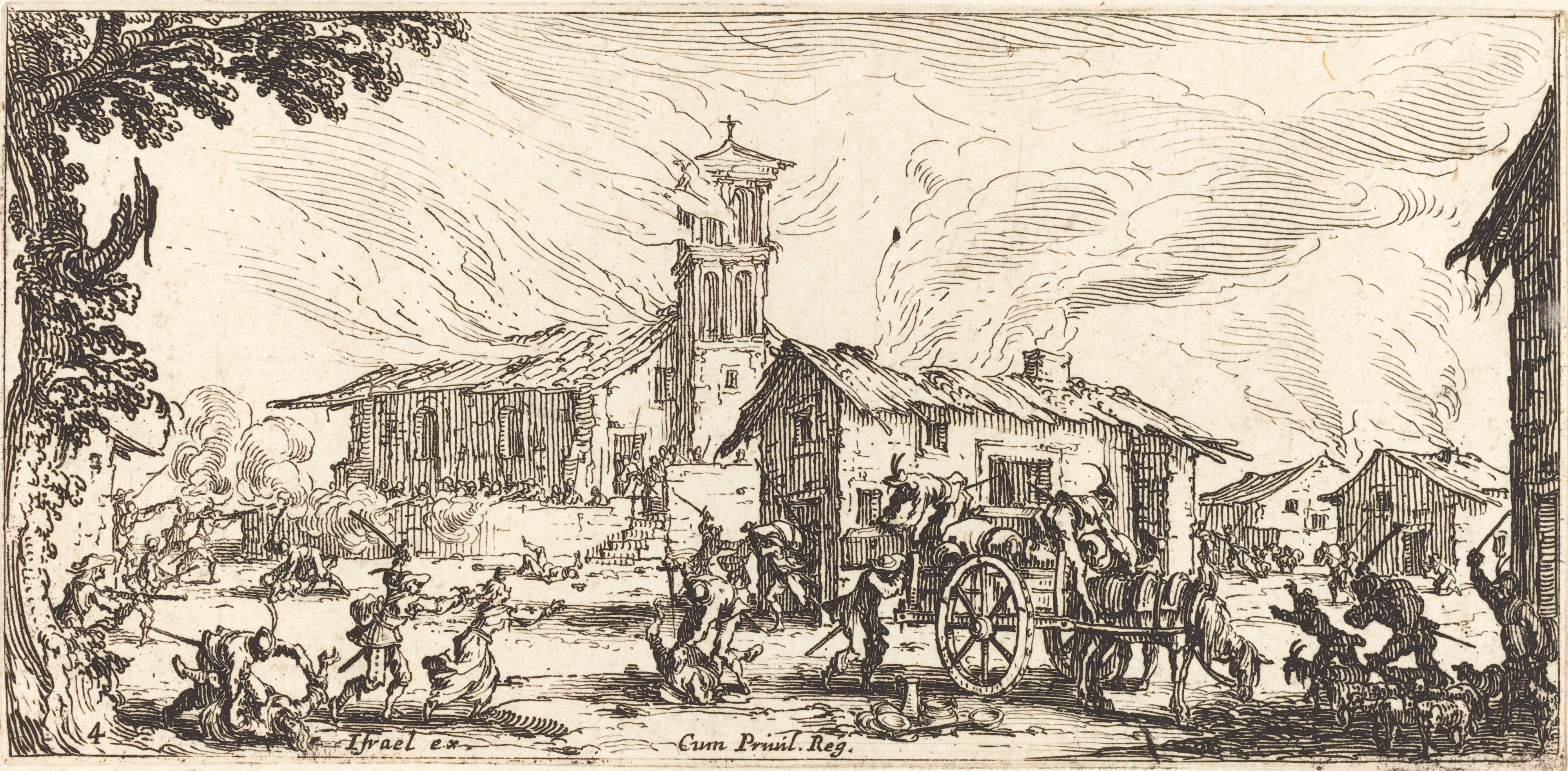
Petite Misères […], Tavola 3, Il saccheggio di un villaggio, esemplare della National Gallery of Art, Washington.

Solo un paio di madri con gli infanti sono sui carri ma probabilmente si tratta delle compagne al seguito di qualche soldato. Le case e la chiesa sono ormai preda delle fiamme. Nella versione delle Petites viene presentata la situazione appena precedente: è ancora in atto uno scontro a fuoco tra soldati nemici attorno alla chiesetta in fiamme mentre altri soldati infieriscono sulla popolazione e già si appropriano del bottino.

#### 8 -La rapina
Nell'ultima tavola dedicata agli eccessi di violenza dei soldati, viene da pensare a degli sbandati, questi si abbandonano alle rapine ai danni di viaggiatori.

Nelle Grandes vengono assaliti due cavalieri ed un modesto carro mentre sullo sfondo due soldati infieriscono su un povero viandante; quasi nascosto in quinta, un altro soldato resta di guardia. 

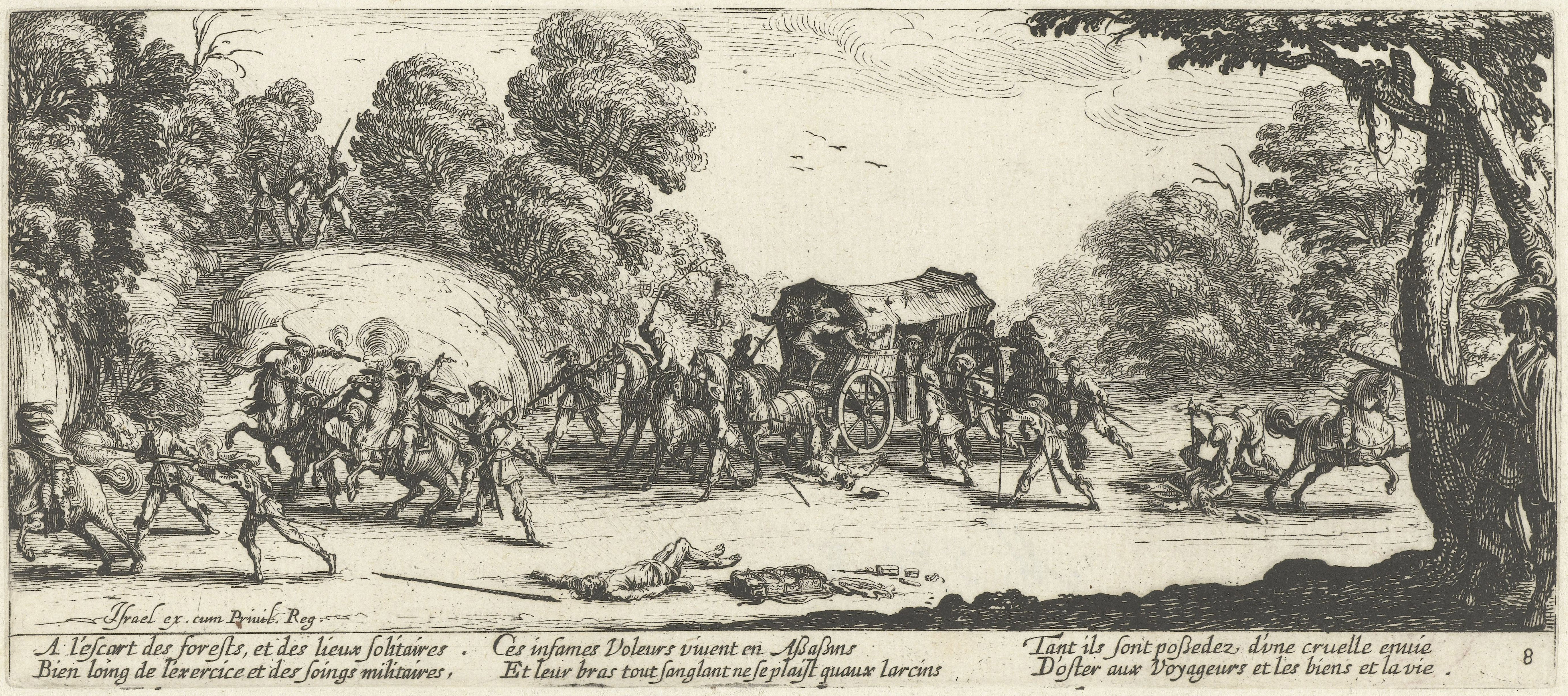
Grandes Misères [...], Tavola 8, La rapina, 2º stato, esemplare del Rijksmuseum, Amsterdam.

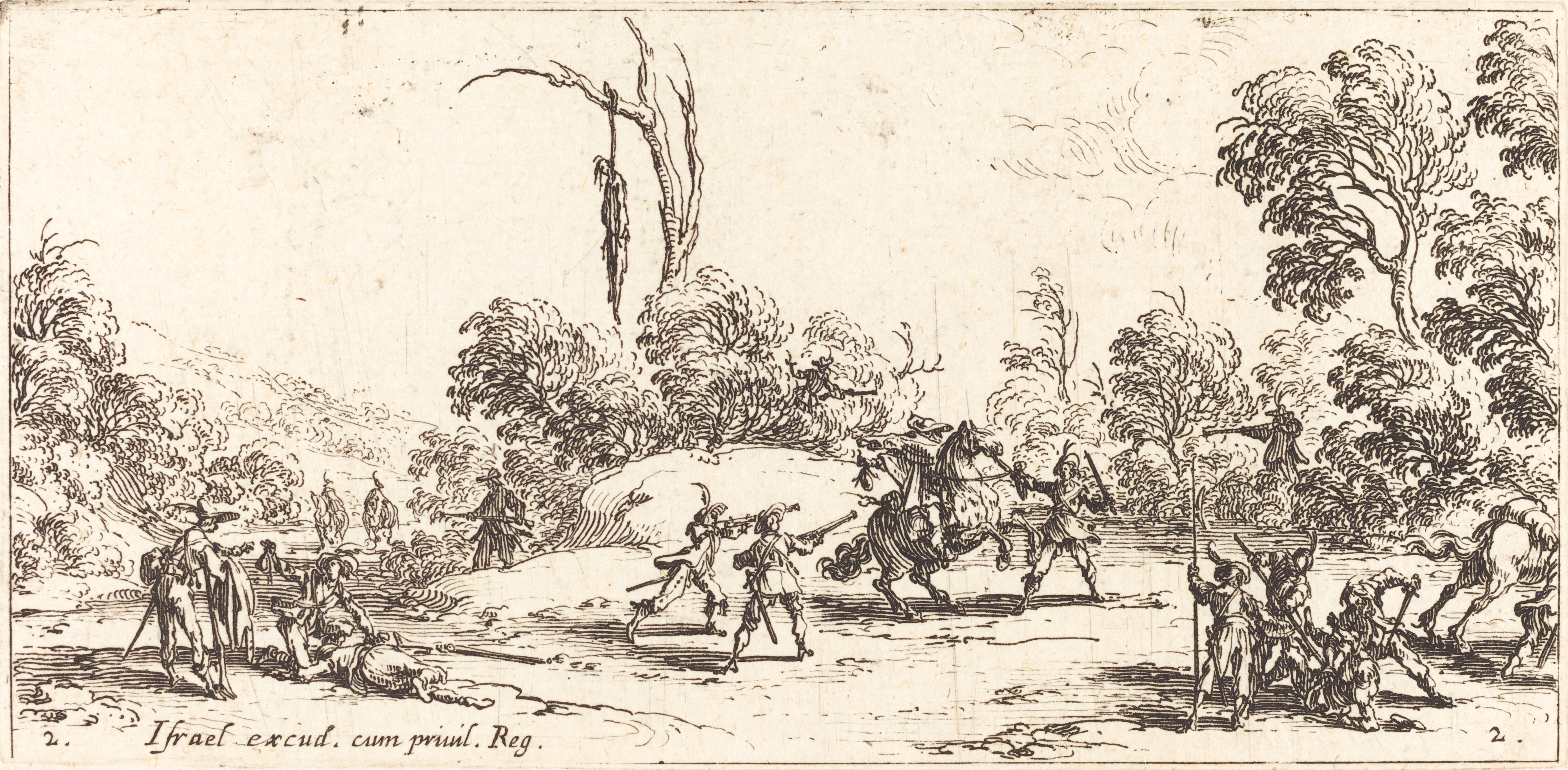
Petite Misères […], Tavola 4, La rapina, esemplare della National Gallery of Art, Washington.

Nelle Petites al centro un cavaliere cerca di salvarsi la vita cedendo la sua borsa mentre sulla destra un altro cavaliere viene ucciso ed a sinistra due malfattorispogliano un cadavere e ne rubano la borsa. Sulla scena, sorvegliata dalle armi pronte di altri soldati e cavalieri di retroguardia, domina il corpo di un impiccato.

#### 9 -La caccia ai malfattori

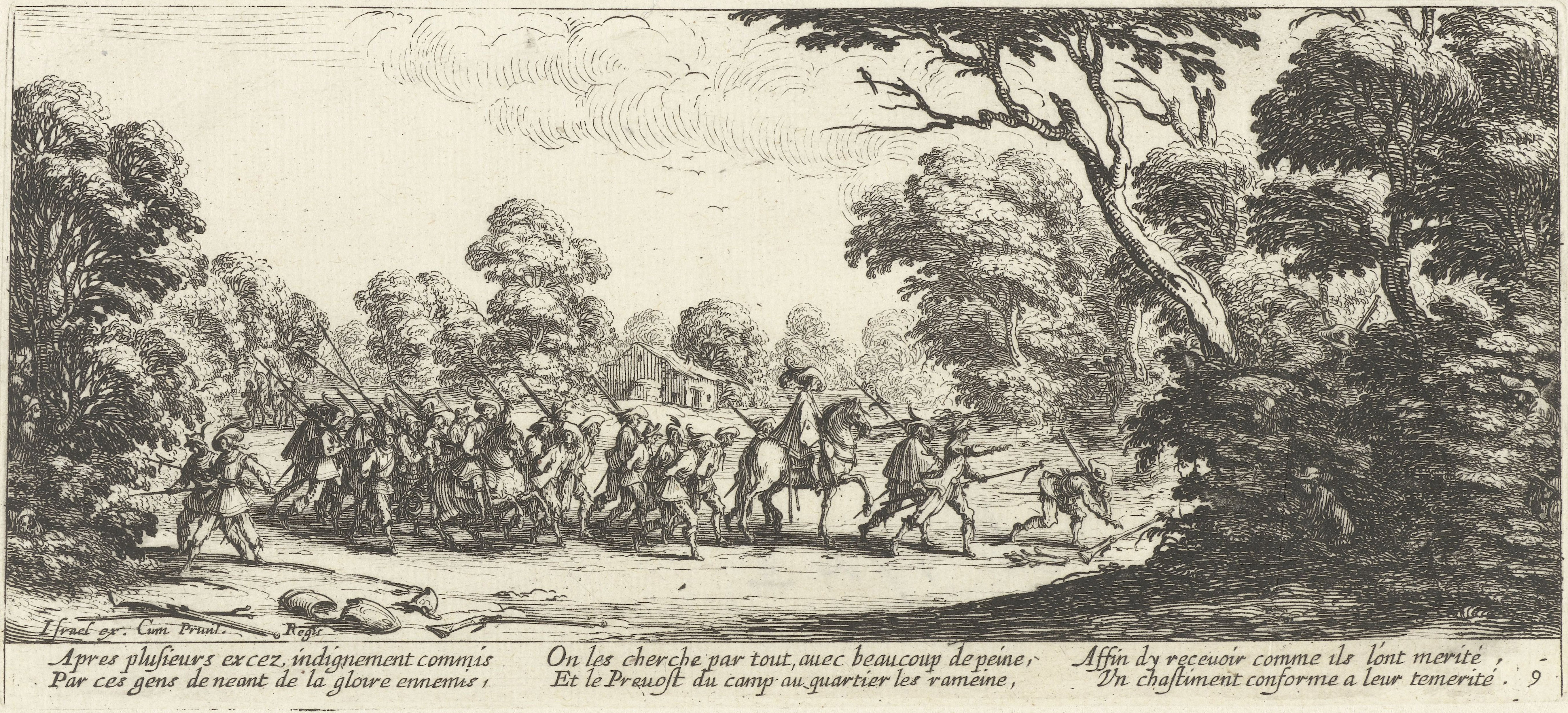
Grandes Misères [...], Tavola 9, La caccia ai malfattori, 2º stato, esemplare del Rijksmuseum, Amsterdam.

Dopo gli eccessi arriva il ritorno all'ordine: la caccia e la cattura dei delinquenti nascosti nei boschi. Alcuni, già catturati, sono chiusi nel drappello guidato dagli ufficiali. A sinistra due soldati sono intenti a stanare due imboscati in mezzo alle le fronde, a destra invece uno sbandato fugge abbandonando il fucile ed altri ancora rimangono infrattati nella speranza di sfuggire alla cattura.

#### 10 -Il tratto di corda

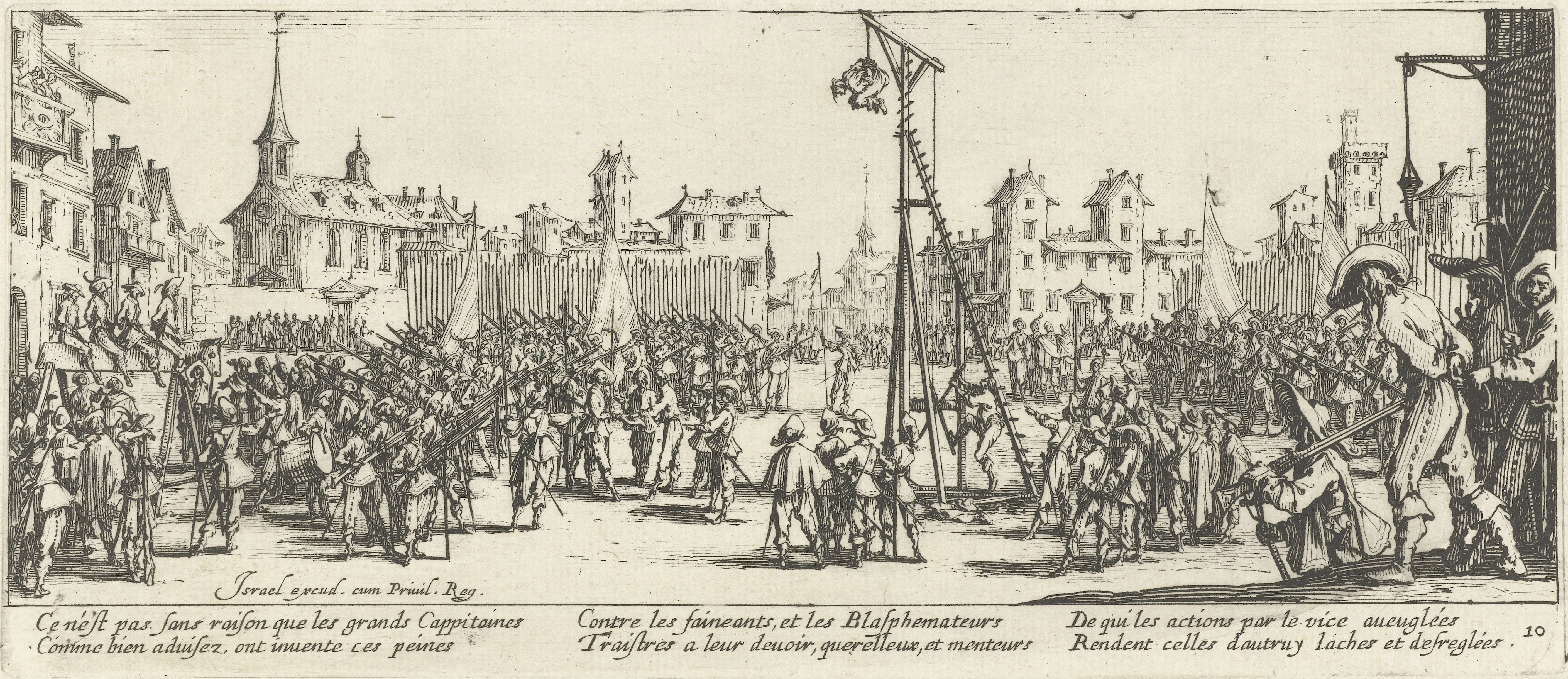
Grandes Misères [...], Tavola 10, Il tratto di corda, 2º stato, esemplare del Rijksmuseum, Amsterdam.

Con questa tavola iniziano le rappresentazioni delle esecuzioni pubbliche dei colpevoli, rappresentate solo nelle Grandes Misères. È interessante l'assoluto ordine di queste immagini a contrasto con la ferocia delle precedenti scene dei saccheggi. Eppure pur sempre presentano un'altra forma di violenza insita nella guerra. In una grande piazza un condannato è appeso alla corda in cima d un'alta forca da cui verrà precipitato. Le prime file dei soldati restano pronte a far fuoco. All'estrema destra un altro condannato è sospinto verso il suo destino. Altri quattro condannati sono esposti a cavalcioni di una cavallina spagnola.

#### 11 -L'impiccagione
L'impiccagione o L'albero degli impiccati è la tavola più iconica e famosa della serie, fonte d'ispirazione per successive interpretazioni. La scena si svolge ai margini di un accampamento davanti ai reparti schierati ed è ricca di attenti particolari come quello del cappello del boia appeso ad un'asta della scala.

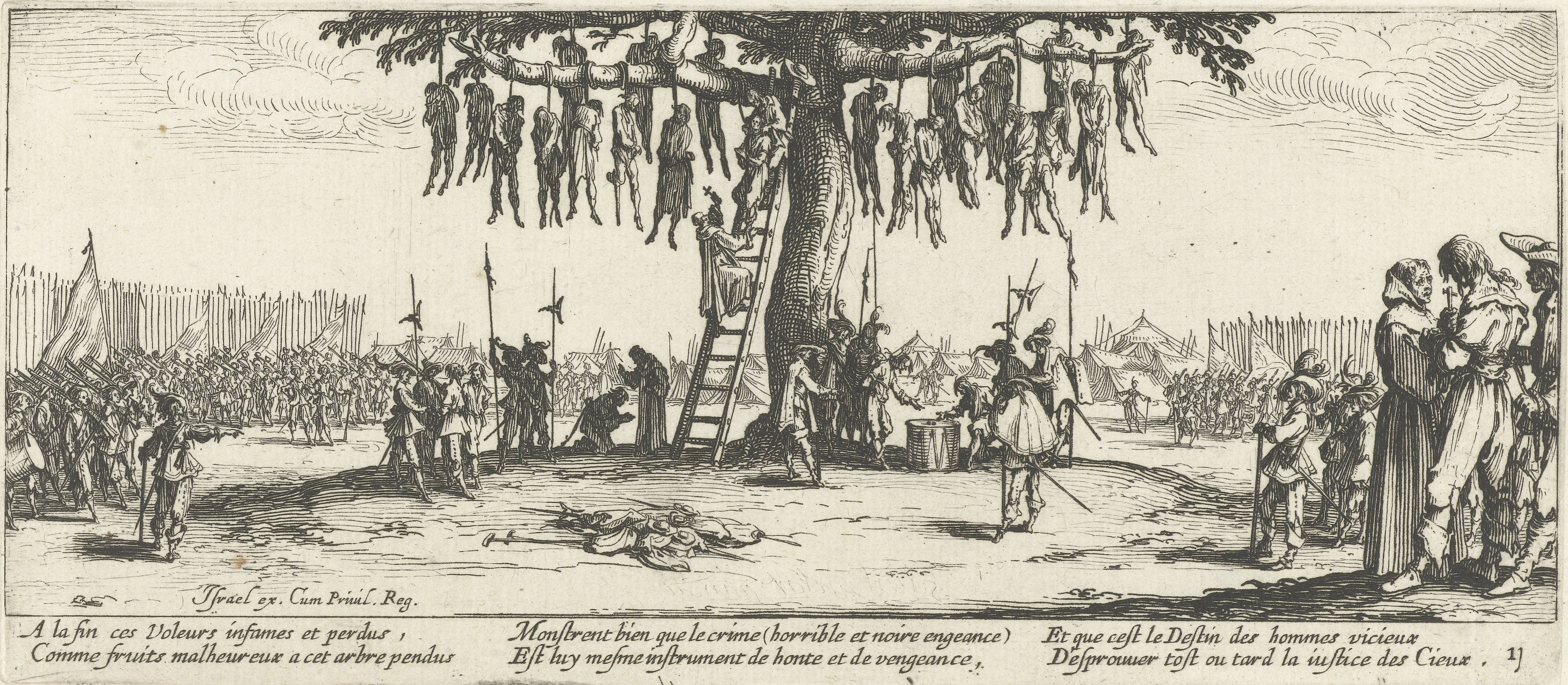
Grandes Misères [...], Tavola 11, L'impiccagione, 2º stato, esemplare del Rijksmuseum, Amsterdam.

Da un robusto albero, di cui sono visibili solo i rami inferiori, già pendono dodici condannati col capo reclinato ed i piedi irrigiditi. Un paio di corpi accennano un dondolio accanto alla scala dove il boia sta per lasciar cadere la vittima successiva. Un frate lo segue sui pioli dando l'ultimo conforto. Sotto, a terra, un altro religioso è colto nel pronunciare la formula ego te absolvo… Alla sinistra due condannati attendono uno osservando il proprio destino e l'altro distogliendo lo sguardo. A destra del tronco due condannati si giocano ai dadi qualche minuto di vita in più. Come nelle altre tavole della serie la tavola è chiusa in quinta da più grandi figure attinenti al tema a dare profondità.

#### 12 -La fucilazione

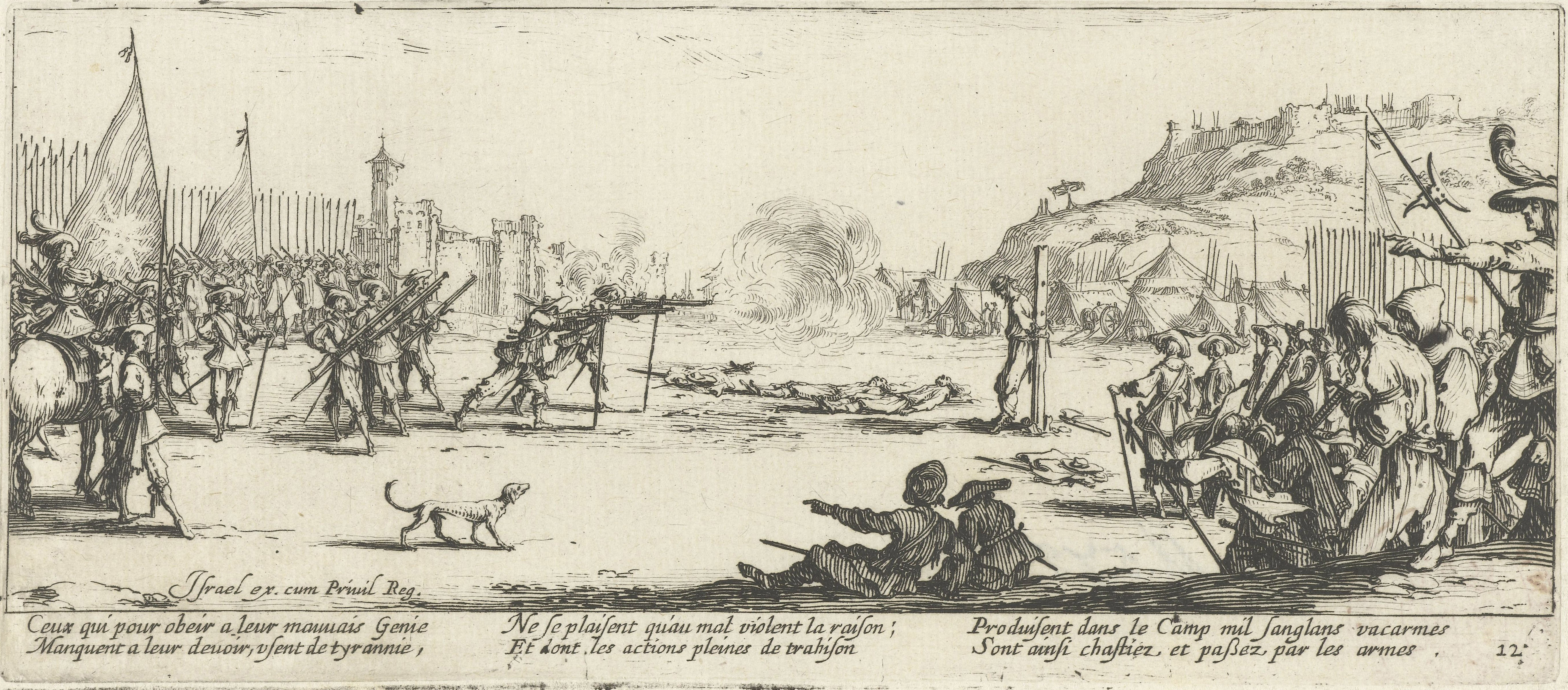
Grandes Misères [...], Tavola 12, La fucilazione, 2º stato, esemplare del Rijksmuseum, Amsterdam.

Ancora una volta, davanti ad altri soldati schierati con le insegne di battaglia nei pressi di un accampamento, Callot ci presenta una diversa punizione: la fucilazione. Questa volta lo spazio è inquadrato tra un castello ed un villaggio fortificato. Un condannato legato al palo è trafitto dai colpi: accanto a lui giacciono due corpi di due vittime già giustiziate. Alle spalle del piccolo plotone d'esecuzione un altro gruppo è pronto con gli archibugi carichi. E infatti dall'estrema destra un altro mesto condannato si avvia, confortato da un frate, verso la morte.

#### 13 -Il rogo

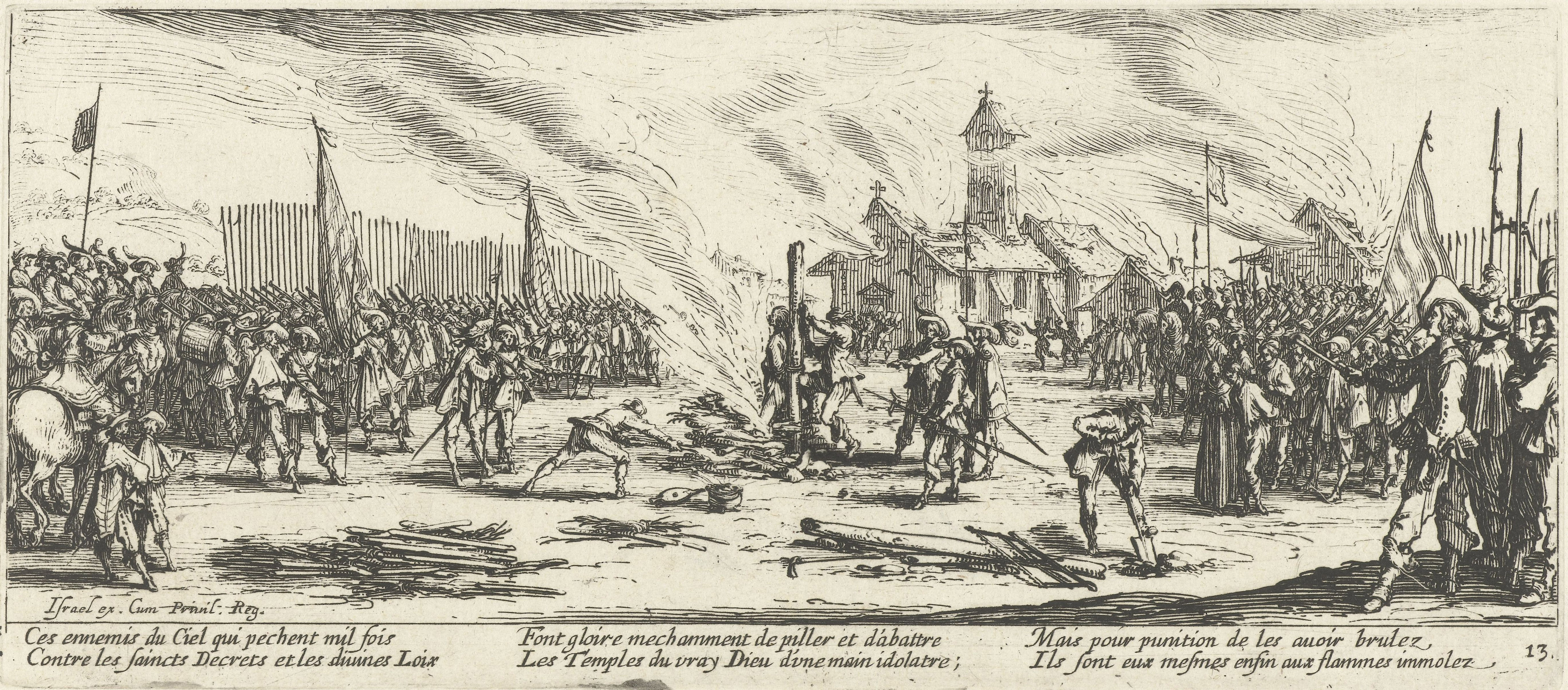
Grandes Misères [...], Tavola 13, Il rogo, 2º stato, esemplare del Rijksmuseum, Amsterdam.

Questa volta il supplizio è conforme alla blasfemia del reato e anche davanti all'oggetto della colpa: sullo sfondo al centro una chiesa sta ancora bruciando così come alcune case intorno. I soldati schierati assistono al rogo di un colpevole: il fuoco sembra già vivace ma un carnefice è comunque attento ad attizzarlo ed un altro pare intento a stringere la "pietosa" garrota. Verso sinistra un altro condannato è accompagnato da un frate verso il supplizio sebbene un addetto sia ancora intento a scavare la buca per il palo.

#### 14 -La ruota

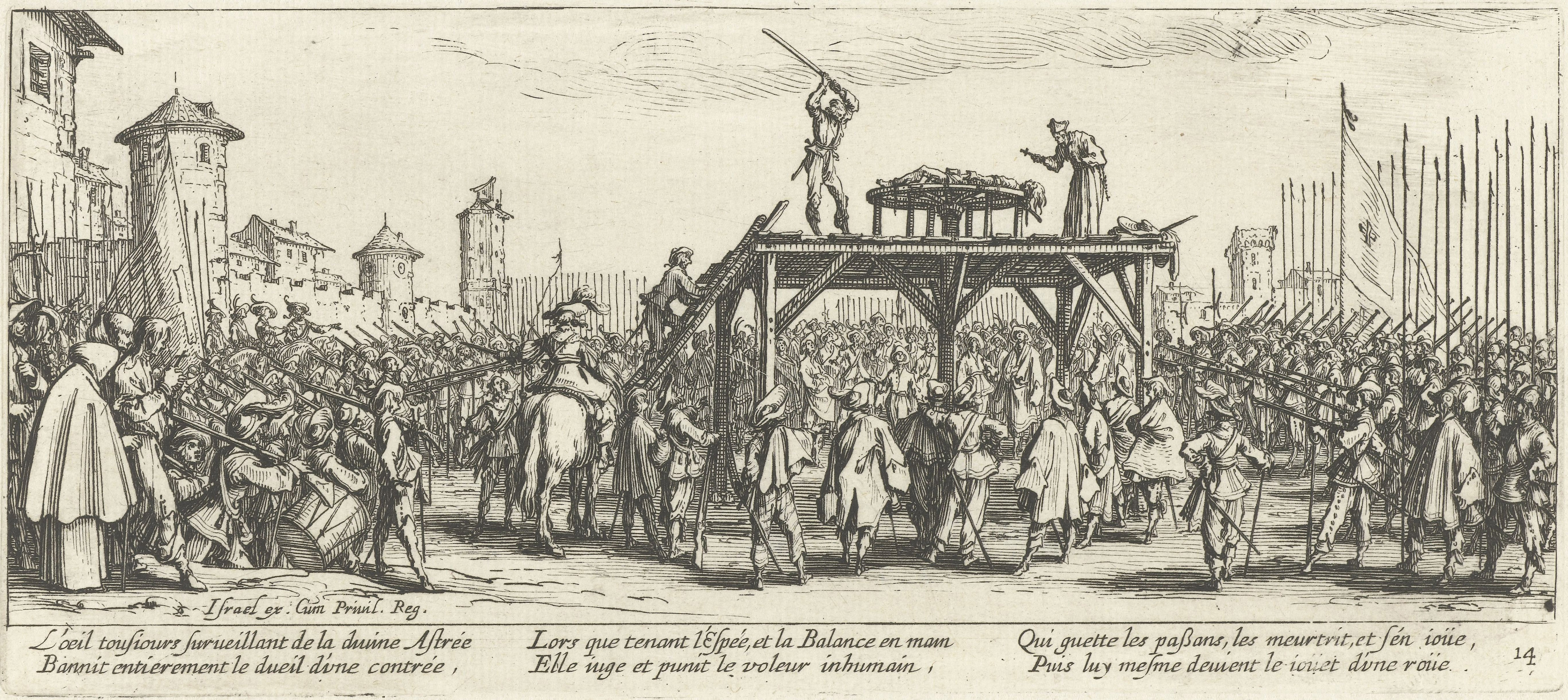
Grandes Misères [...], Tavola 14, La ruota, 2º stato, esemplare del Rijksmuseum, Amsterdam.

L'ultimo supplizio, quello della ruota già preannunciato nel paesaggio della tevola precedente, si svolge di nuovo in un ambiente cittadino. Sopra l'alto patibolo, il boia è già pronto ad infierire il primo colpo di bastone fintanto che un prete conforta il condannato legato su raggi. Sulla sinistra un altro condannato attende accompagnato da due religiosi. Oltre al consueto schieramento di soldati e insegne al di sotto del patibolo è inquadrata una folla di curiosi.

#### 15 -L'ospedale
Le tre tavole delle Grandes Misères che precedono il finale raccontano le ultime disgrazie che sono a destinati a vivere i reduci. La scena dei mutilati e morenti davanti all'ospedale, che nelle Petites era rappresentata in un'unica tavola, viene spezzata in due momenti.

All'ospedale pare comunque che l'assistenza non sia garantita: comune è la scena del mutilato che presenta un documento, forse di congedo, al sacerdote sulla porta con quest'ultimo intento a controllare la sua lista. In coda attendono i mutilati che si possono reggersi sulle stampelle a questi seguono quelli che possono solo trascinarsi per terra. Nelle Grandes alla più semplice piazza viene aggiunto un sistema più articolato di edifici, tra questi un oratorio ben visibile con l'austera facciata e la cupola: prima ne era solo suggerita l'esistenza da due alte finestre accanto al portale. Altra variante è il formarsi di un'altra coda che verso destra si accosta all'addetto che offre ciotole di zuppa. 

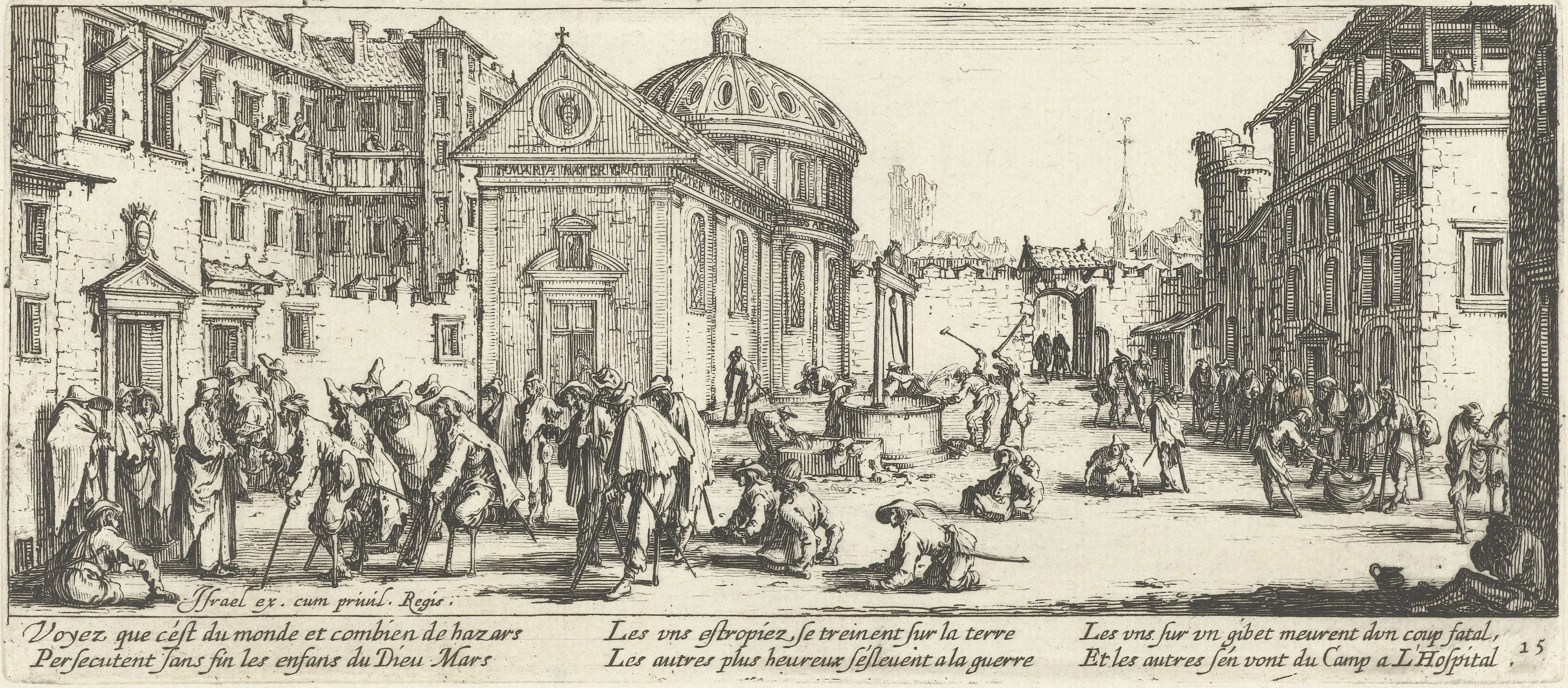
Grandes Misères [...], Tavola 15, L'ospedale, 2º stato, esemplare del Rijksmuseum, Amsterdam.

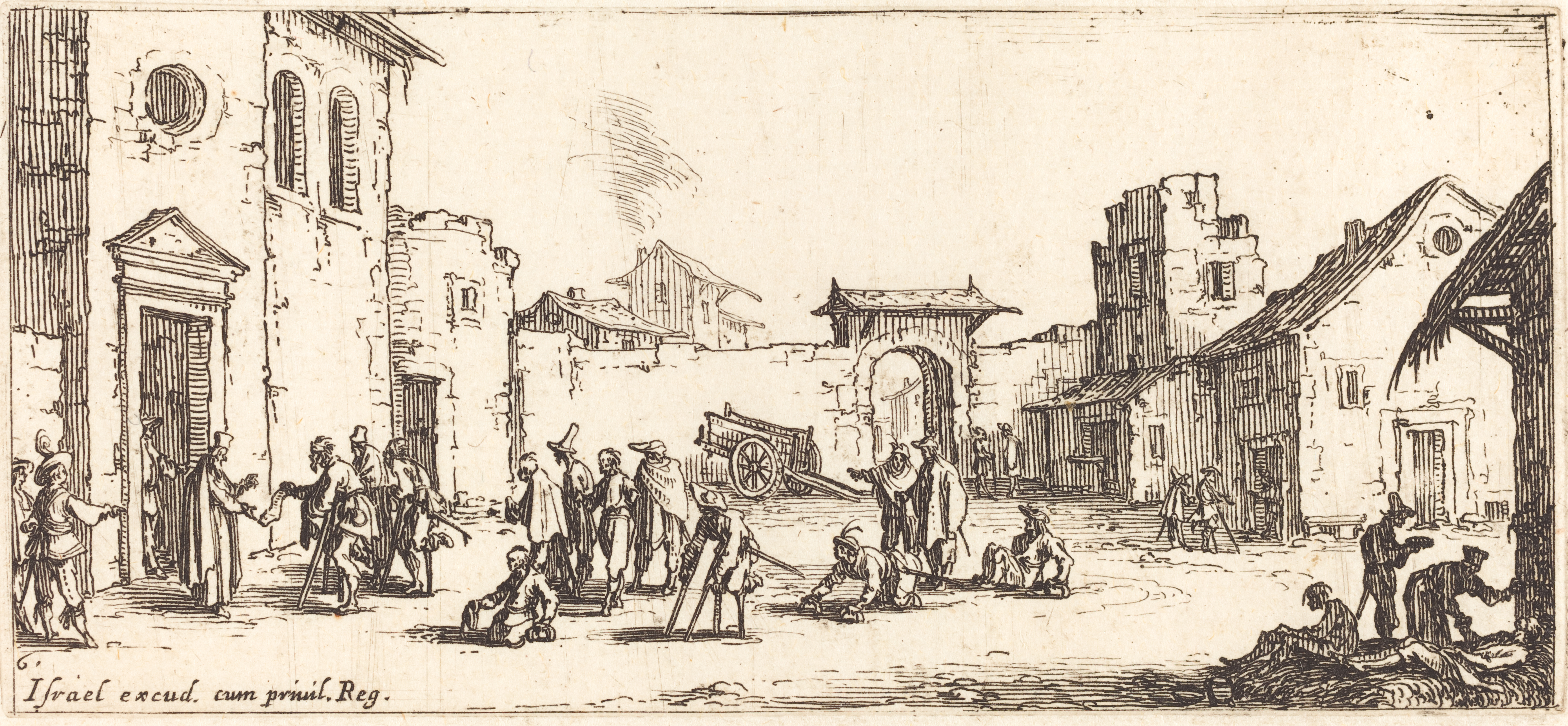
Petite Misères […], tavola 6, L'ospedale, esemplare della National Gallery of Art, Washington.

Tuttavia pare che i reduci non siano così graditi: accanto al pozzo si accende una misteriosa lite ed un ragazzo lancia una secchiata d'acqua ai litiganti; dall'altra parte del pozzo un reduce tracanna avidamente la sua acqua. Sulla destra estrema i due moribondi assistiti da un prete presente nelle Petites vengono spostati nella tavola successiva e rimane una sola figura prostrata.

#### 16 -I mendicanti e gli agonizzanti

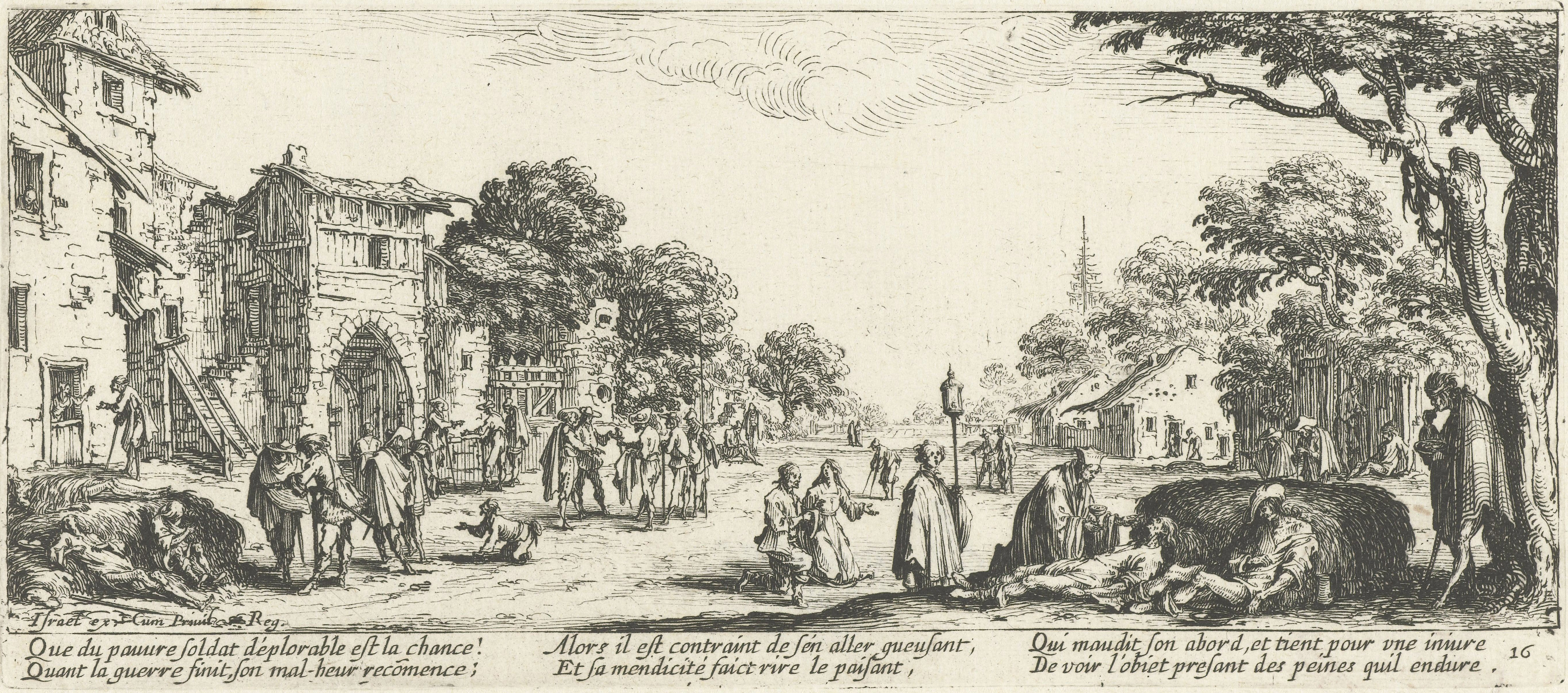
Grandes Misères [...], Tavola 16, I mendicanti e gli agonizzanti, 2º stato, esemplare del Rijksmuseum, Amsterdam.

Per chi non ha potuto raggiungere l'ospedale o esservi ricoverato non rimane che chiedere l'elemosina o altrimenti morire. I mendicanti, alcuni mutilati, si aggirano alle porte di un villaggio. Al centro uno pare riesca a vendere la spada, all'estrema destra uno solo, storpiato ad un piede, consuma del cibo da una ciotola. accanto a lui un prete accompagnato dal chierichetto porge gli ultimi sacramenti ai due morenti ripresi dalla precedente tavola delle Petites. Qua e lò altri disperati giacciono su cumuli di fieno o per terra in attesa della fine.

#### 17 -La vendetta dei contadini
Le disgrazie dei soldati non finisce con l'ospedale o la mendicità, pare significare questa tavola, sebbene l'ordine delle stampe risulti invertito tra le due edizioni. Non è chiaro se si tratti della reazione ad un tentativo di saccheggio – il villaggio appare intatto, solo il pollo morto accanto alla pecora legata in primo piano ricordano un bottino magari predato altrove – o della vendetta nella memoria della distruzione di un altro villaggio.

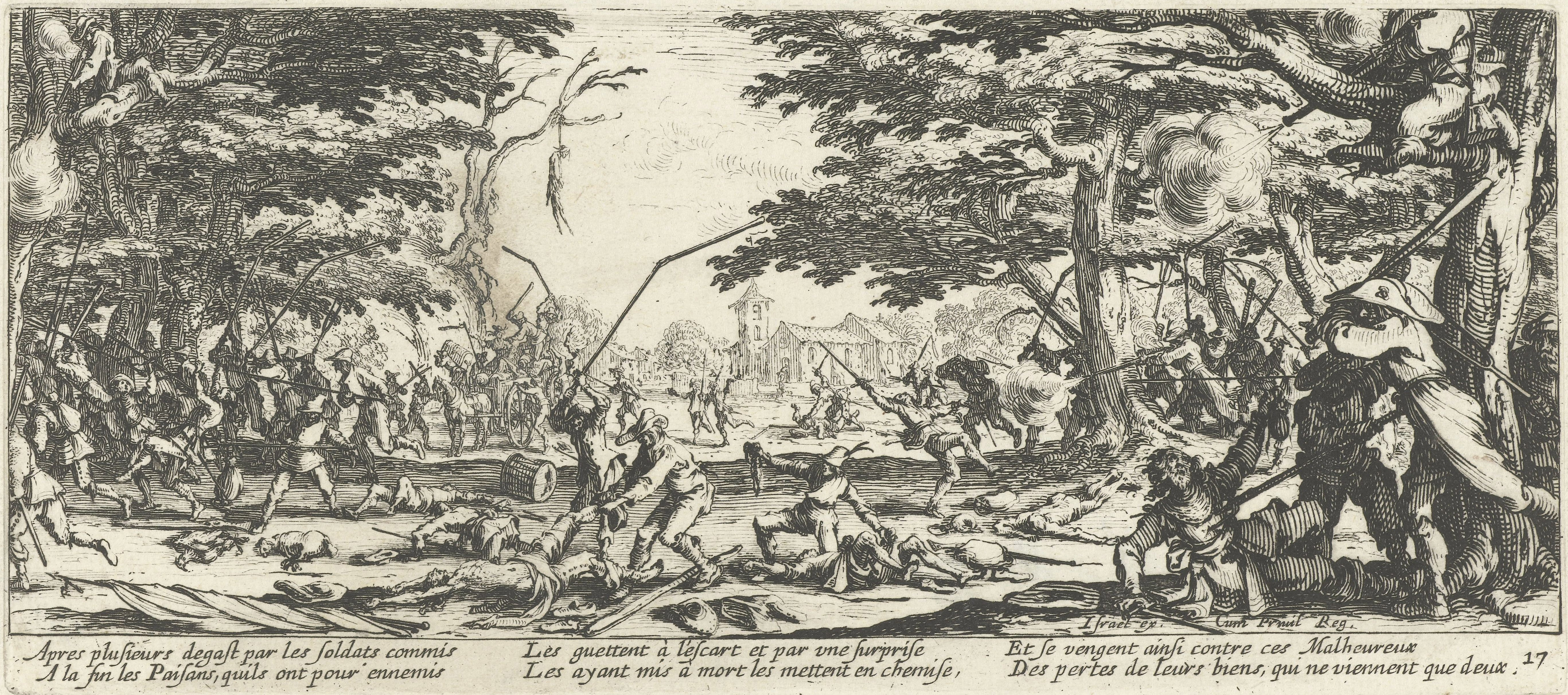
Grandes Misères [...], Tavola 17, La vendetta dei contadini, 2º stato, esemplare del Rijksmuseum, Amsterdam.

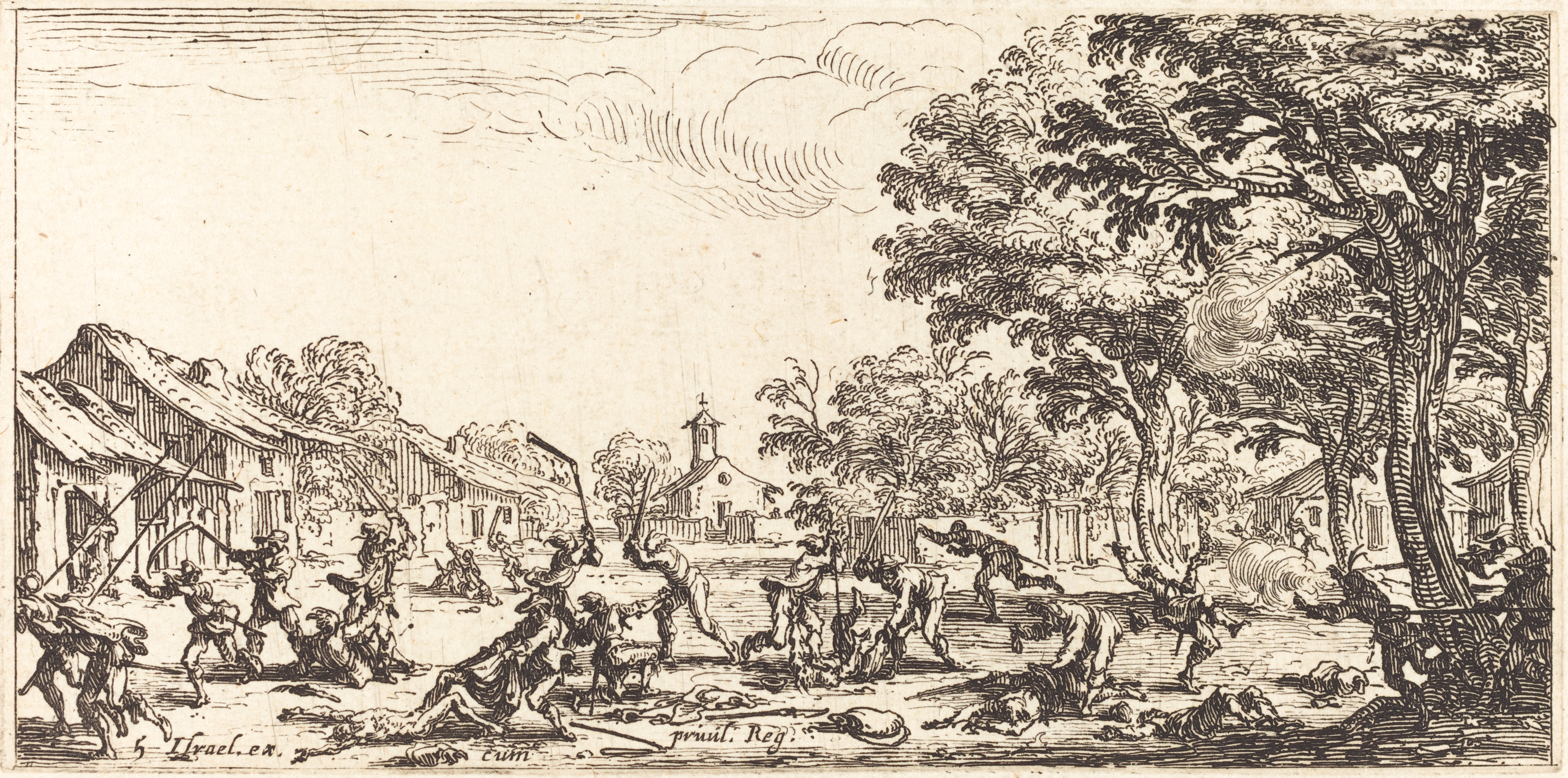
Petite Misères […], tavola 5, La vendetta dei contadini, esemplare della National Gallery of Art, Washington.

In ambedue viene rappresentata la vendetta dei contadini, per forza di cose indiscriminata. Questi sono intenti ad infierire su un gruppo di reduci isolati con i loro attrezzi – forconi, mazze, falci, lunghi correggiati – ma anche con qualche fucile di cui si sono fortunosamente impadroniti. Non mancano anche di spogliare e depredare i morti. Solo nelle Grandes viene assalita una donna sul carro: è evidente che sia al seguito di qualche soldato e quindi risulti inevitabilmente colpevole pure lei.

#### 18 -La distribuzione delle ricompense

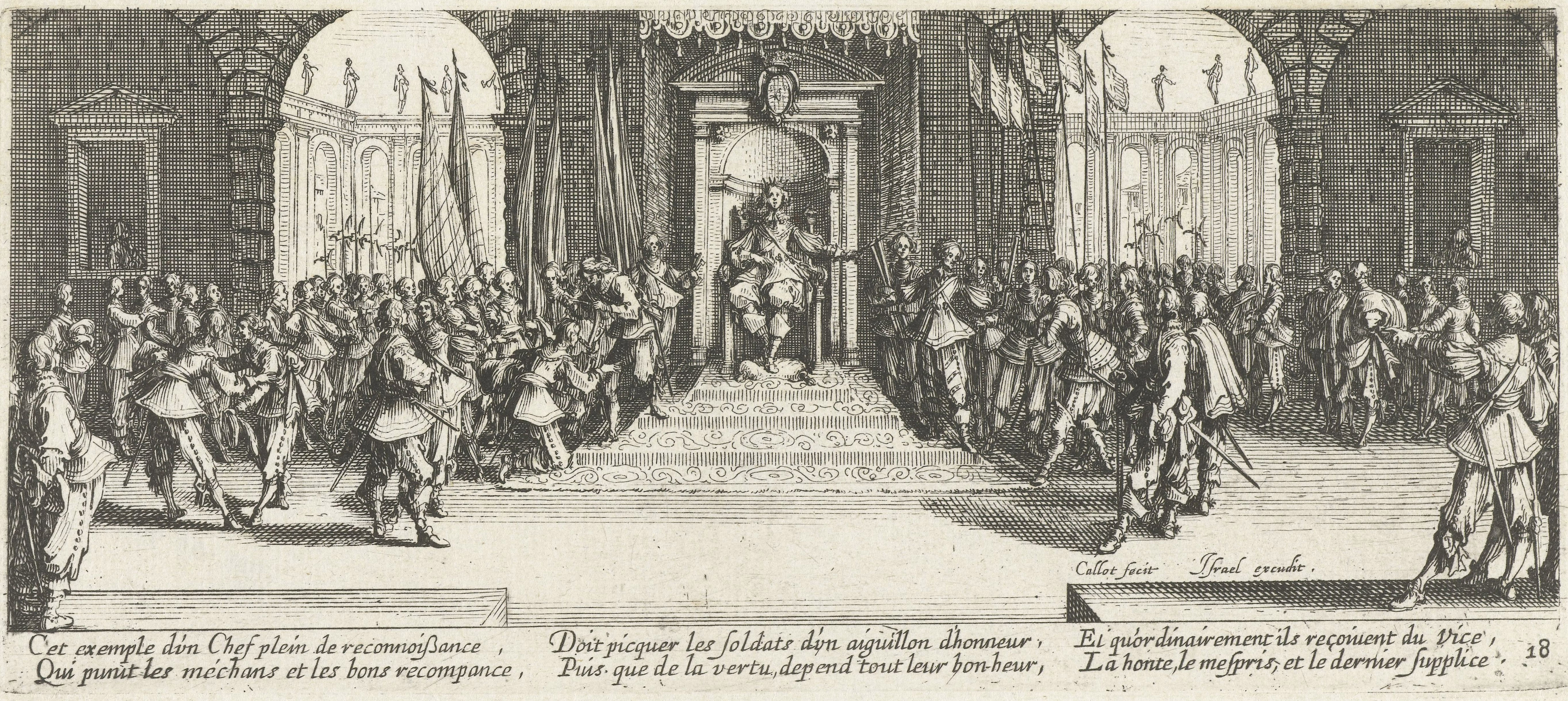
Grandes Misères [...], Taovola 18, Le ricompense, 3º stato, esemplare del Rijksmuseum, Amsterdam.

Dopo tante miserie e disgrazie l'ultima tavola ritorna alla concezione nobile della guerra. Al centro un principe seduto su un ricco trono, e genericamente incoronato, fa distribuire onori e ricompense. Gli altri personaggi sono principalmente aristocratici grandi ufficiali, i soldati appaiono solo come guardie. Venne considerata amaramente ironica già dai contemporanei, lo stesso Baldinucci tenne a sottolineare come i premiati siano ben pochi, ed anche amici del re o tuttalpiù fortunati nella sorte, a confronto delle numerose vittime provocate dalla guerra.